# Men thủy tinh

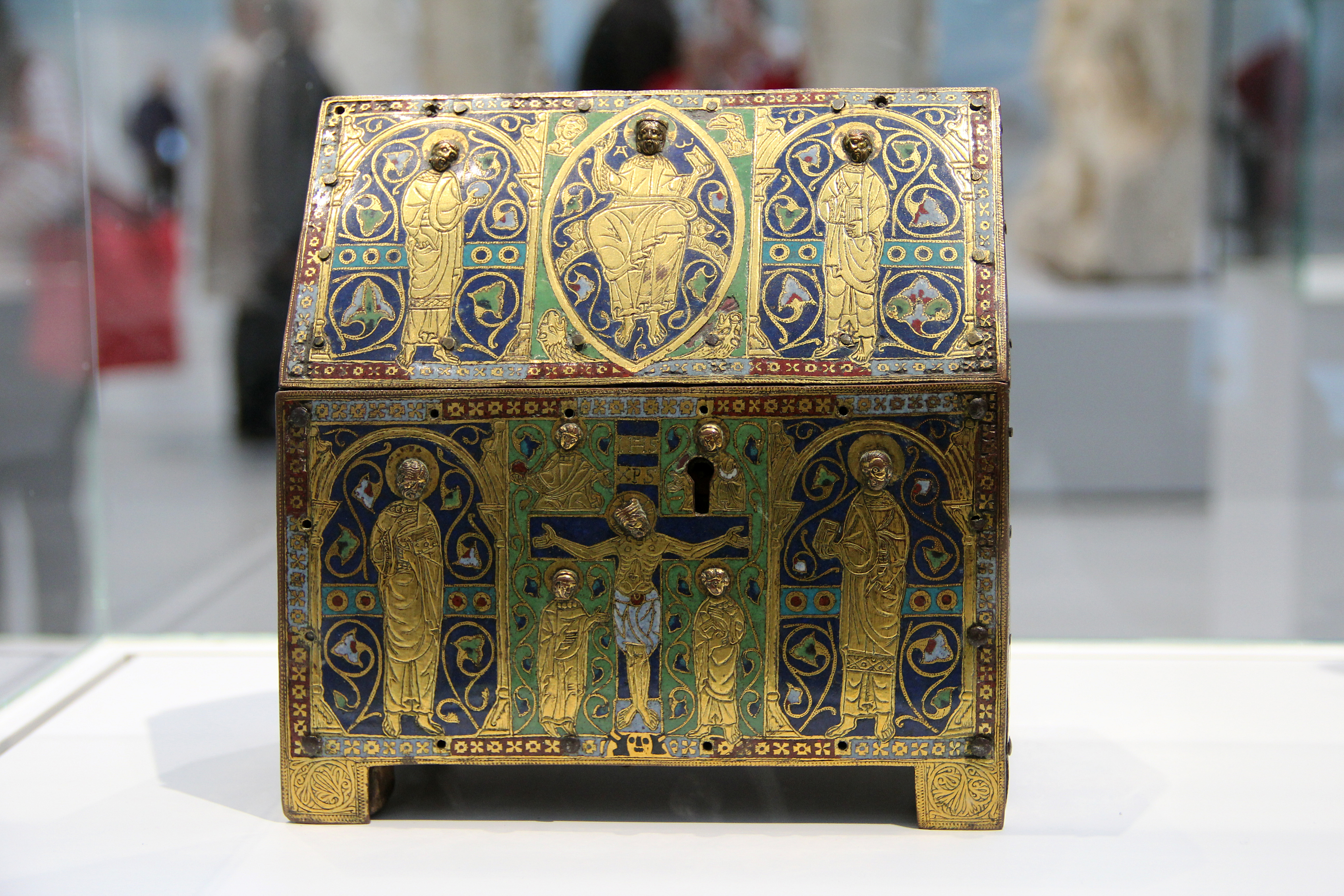
Hộp mái dốc (châsse) Gothic; 1185–1200; men khảm trên đồng thếp vàng; cao 17,7 cm, rộng 17,4 cm, sâu 10,1 cm; Louvre-Lens, Lens, Pháp.

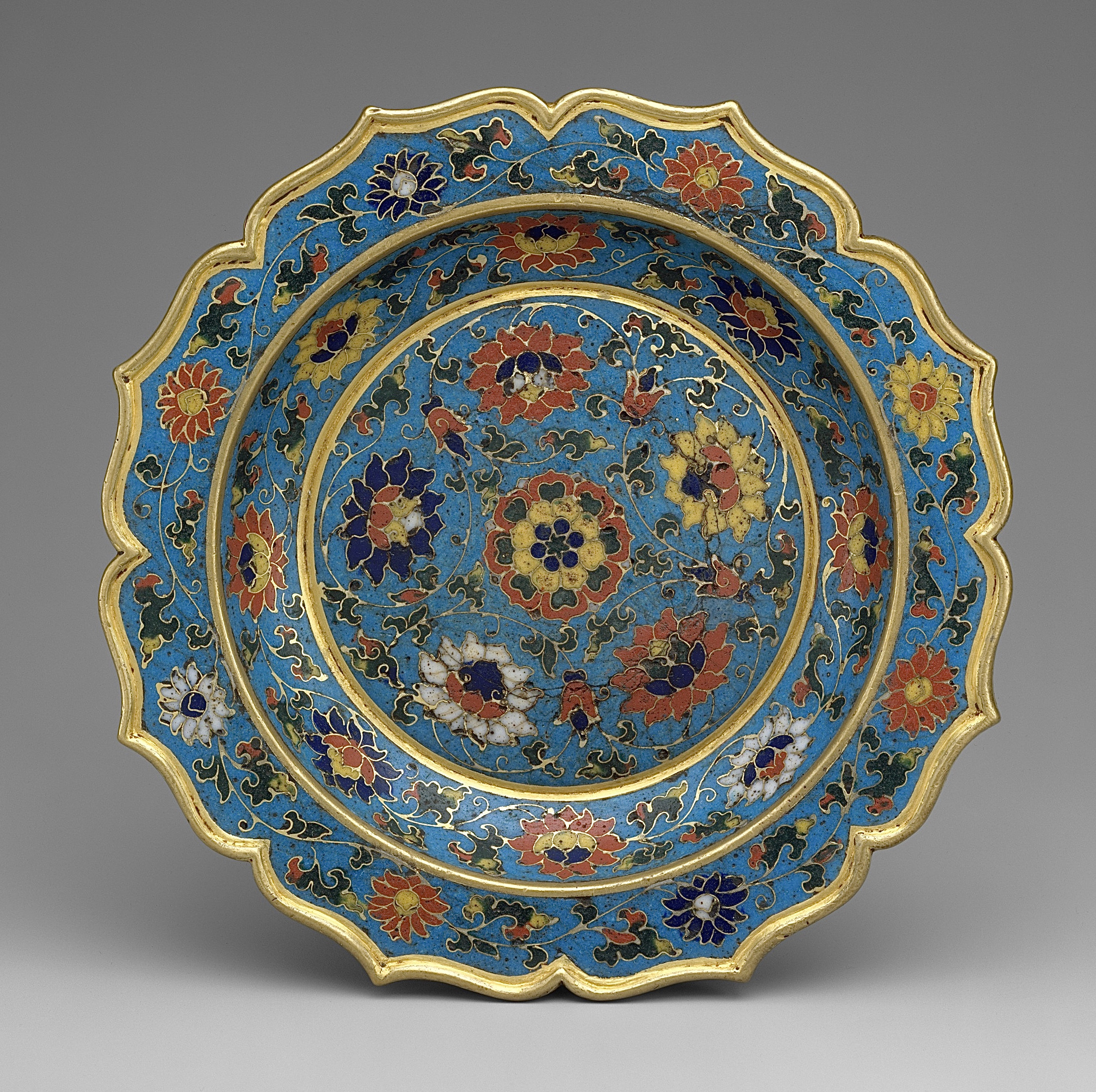
Đĩa Trung Hoa với miệng hình hoa ấu, thời Minh; đầu thế kỷ 15; kháp ti pháp lang (men ô); cao 2,5 cm, đường kính 15,2 cm; Bảo tàng Nghệ thuật Metropolitan, New York.

Men thủy tinh, còn được gọi là men sứ, là một loại vật liệu được làm bằng cách nung chảy vật liệu thủy tinh nghiền mịn thành bột để nó bám dính vào chất nền bằng cách nung, thường ở nhiệt độ từ 750–850 °C (1.380–1.560 °F). Bột thủy tinh nóng chảy chảy loang ra trên bề mặt rồi sau đó cứng lại thành một lớp phủ bằng thủy tinh nhẵn bóng và bền.
Tráng men thủy tinh là một công nghệ lâu đời và được áp dụng rộng rãi, trong phần lớn lịch sử của mình, nó chủ yếu được sử dụng trong đồ trang sức và nghệ thuật trang trí. Kể từ thế kỷ 18, men thủy tinh cũng đã được tráng cho nhiều vật dụng thông thường bằng kim loại, chẳng hạn như nồi xoong, bồn rửa bằng thép và bồn tắm bằng gang đúc. Nó cũng đã được sử dụng trên một số thiết bị gia dụng, như máy rửa bát, máy giặt và tủ lạnh, và trên các biển bảng báo hiệu.
Trong kiến trúc và nghệ thuật người ta gọi kỹ thuật tráng men thủy tinh trên các vật liệu bằng kim loại, thủy tinh, gốm và các đồ vật được che phủ bằng phương pháp tráng men thủy tinh là pháp lam, một từ vay mượn từ tiếng Trung 琺瑯 (pháp lang) – mặc dù tại Việt Nam đôi khi người ta chỉ coi đồ kim loại (như đồng) tráng men thủy tinh là pháp lam. Trong tiếng Trung thì người ta phân ra thành "kim thuộc thai pháp lang" (金属胎珐琅, đồ vật cốt kim loại tráng men), "pha li thai pháp lang" (玻璃胎珐琅, đồ vật cốt thủy tinh tráng men) và "từ thai pháp lang" (瓷胎珐琅, đồ vật cốt sứ tráng men).
Để hạn chế lặp lại từ "thủy tinh", thuật ngữ "men" trong bài này kể từ đây chỉ để nói về men thủy tinh (trừ khi có diễn giải khác hoặc đi kèm với từ khác) và chỉ xem xét dưới góc độ như là một loại vật liệu che phủ bề mặt kim loại và/hoặc gốm sứ khi dùng trong trang trí trên men; mặc dù ngoài kim loại ra thì men có thể được sử dụng trên thủy tinh, gốm sứ, đá hoặc bất kỳ vật liệu nào chịu được nhiệt độ nóng chảy của men.
Về mặt kỹ thuật, đồ tráng men nung là một hỗn hợp nhiều lớp tích hợp của thủy tinh và một vật liệu khác (hoặc với thủy tinh). Về cơ bản, các kỹ thuật tương tự được sử dụng với các chất liệu nền khác nhưng chúng được gọi bằng các thuật ngữ khác nhau: trên thủy tinh gọi là thủy tinh tráng men và trên đồ gốm được gọi là trang trí trên men. Để đơn giản hóa, nghề làm việc với men từ đây được gọi là "nghề tráng men", thợ làm nghề tráng men là "thợ tráng men" và các đồ vật được sản xuất bằng tráng men là "đồ tráng men".

## Từ nguyên
Men là một từ nhiều nghĩa trong tiếng Việt. Ghi chép về từ men theo chữ cái Latinh được ghi nhận sớm nhất có lẽ là trong Từ điển Việt–Bồ–La năm 1651. Từ điển này giải nghĩa từ men tại trang 463-464 có 2 nghĩa là [đi/bò/chạy] men theo và men rượu như sau: "1. men, đi men: andar de menino; incedere in pueruli morem bò đi idem. 2. men; mezinha pera fazer vinho; remedium ad vinum conficiendum". Nam Việt–Dương Hiệp Tự vị (南越洋合字彙, Dictionarium Anamitico-Latinum) năm 1838 tại trang 303 tập 1 viết về men kèm theo Hán tự 綿 (U+7DBF) cũng chỉ với 2 nghĩa như sau: "綿 Men, fermentum. 綿旦 Men đến, accedere. 綿𠓨 Men vào, ingredi. 綿蹺 Men theo, subsequi". Từ men tại trang 29 sách Đại Nam quấc âm tự vị của Huình-Tịnh Paulus Của xuất bản năm 1895-1896 được viết kèm Hán tự 綿 và giải thích như sau: "Men. n. Vật hay làm cho vật khác hầm hơi, nổi dậy, như men đặt rượu, men bánh bò v.v. Lần hồi. Tiếng trợ từ".
Từ men tại trang 340 sách Việt Nam Tự Điển của hội Khai Trí Tiến Đức năm 1931 không kèm theo Hán tự và giải thích như sau: "1. Chất làm cho vật khác hầm hơi nổi dậy: Men rượu. 2. Nói vật gì để lâu hầm hơi mà mốc ra: Gạo men. 3. Chất tráng ở ngoài đồ sứ, đồ sành cho bóng đẹp: Bát tốt nước men. 4. Lần theo mé bờ: Đi men bờ sông. Phó từ".
Tự điển chữ Nôm trích dẫn của Nguyễn Hữu Vinh và Đặng Thế Kiệt viết chữ men có kèm theo 3 chữ Hán-Nôm là 眠 (U+7720), 綿 (U+7DBF) và 𥽔 (U+25F54). Website hvdic.thivien.net ghi nhận 5 chữ men viết bằng Hán-Nôm là 綿 (U+7DBF), 𥽔 (U+25F54), 𥾃 (U+25F83), 𧅬 (U+2716C) và 𬧆 (U+2C9C6), trong đó theo nghĩa men rượu là U+25F54, U+25F83 và U+2716C.
Như vậy, "men" khi là danh từ/[động] tính từ ngoài nghĩa men rượu, lên men thì chỉ trong Việt Nam Tự Điển (1931) mới ghi nhận về men sành sứ. Các từ điển khác hoàn toàn không đề cập gì về men thủy tinh; loại vật liệu được viết là enamel, émail, emaille, smaltum, smalto, smalt, schmelz, szmelc, esmalte v.v. trong một số ngôn ngữ châu Âu.
Khi là danh từ, nó có mặt trong các cụm từ như men răng (các thanh men gồm hydroxyapatit bó chặt có tổ chức), men rượu, men gốm hay men thủy tinh, khi là phó từ/trợ từ nó có trong những câu như "đi/chạy men theo bờ sông", hoặc là tính từ như trong các cụm từ như "sơn men" (sơn ê may) hay "dây điện tráng men", nhưng thực tế thì dây điện tráng men được bọc một lớp cách điện bằng màng polymer chứ không phải bằng men thủy tinh hay men gốm.

## Lịch sử

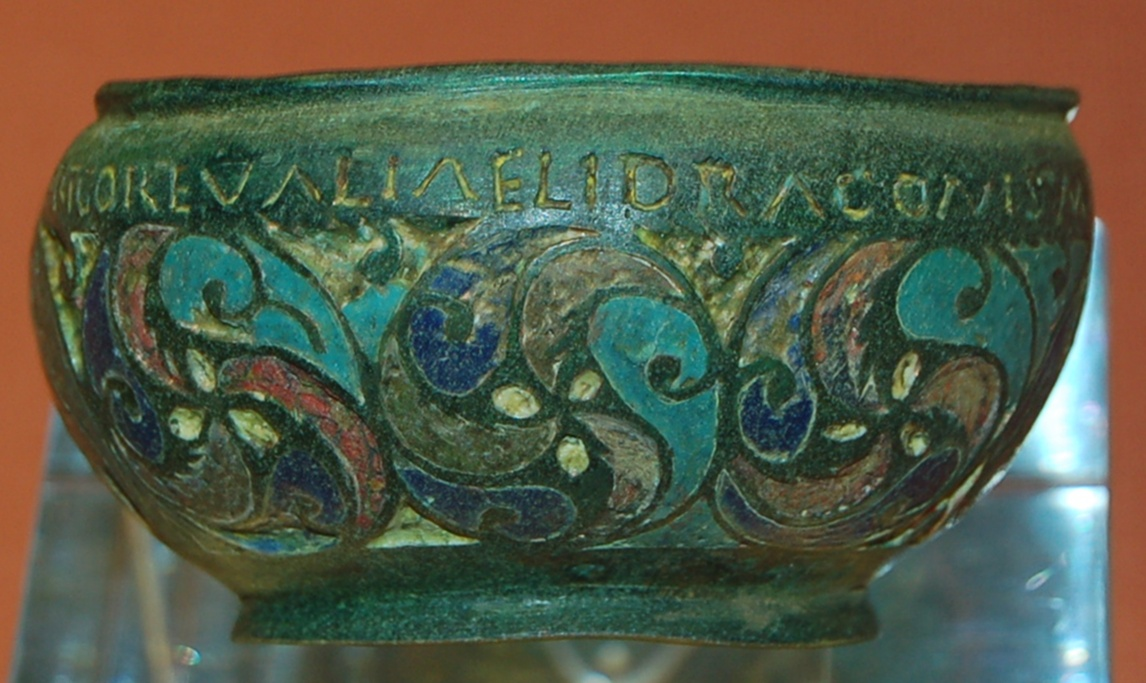
Cái xoong Staffordshire Moorlands, Anh thuộc La Mã thế kỷ 2.

### Cổ đại
Các loại men sớm nhất đều sử dụng kỹ thuật men ô (cloisonné), đặt men bên trong các ô nhỏ có thành bằng vàng. Điều này đã được sử dụng như một kỹ thuật để giữ chặt các mảnh đá và đá quý đúng vị trí từ thiên niên kỷ 3 TCN, ví dụ như ở Lưỡng Hà và sau đó là Ai Cập cổ đại. Men dường như đã được phát triển như một phương pháp rẻ hơn để đạt được các kết quả tương tự.
Những vật thể sớm nhất không thể tranh cãi được biết là sử dụng men là một nhóm các vòng Mycenae từ Síp, có niên đại tới thế kỷ 13 TCN. Mặc dù các di vật Ai Cập cổ đại, bao gồm cả đồ trang sức từ Lăng mộ Tutankhamun vào khảng năm 1325 TCN, thường được cho là có sử dụng "men", nhưng nhiều học giả nghi ngờ hồ thủy tinh trong đó liệu đã đủ chảy lỏng để được mô tả là thủy tinh, và họ sử dụng các thuật ngữ như "hồ thủy tinh". Có vẻ là trong điều kiện của Ai Cập khi đó thì điểm nóng chảy của thủy tinh và vàng là quá gần nhau nên việc tráng men khó có thể trở thành một kỹ thuật khả thi. Tuy nhiên, dường như có một vài mẫu vật thực có chứa men, có lẽ từ Thời kỳ Chuyển tiếp thứ Ba của Ai Cập (bắt đầu từ khoảng năm 1070 TCN) trở đi. Nhưng nó vẫn hiếm ở cả Ai Cập lẫn Hy Lạp.
Kỹ thuật này xuất hiện ở người Kuban trong thời kỳ Scythia, và có lẽ đã được người Sarmatia truyền cho người Celt cổ đại. Men đỏ được sử dụng ở 26 chỗ trên khiên Battersea (khoảng 350–50 TCN), có thể là để làm giả san hô đỏ Địa Trung Hải, được sử dụng trên khiên Witham (400-300 TCN). Pliny Già đề cập đến việc người Celt sử dụng kỹ thuật này trên kim loại, điều mà người La Mã vào thời của ông hầu như không biết đến. Cái xoong Staffordshire Moorlands là một đồ lưu niệm từ thế kỷ 2 của Tường thành Hadrian, được làm cho thị trường quân sự La Mã, có trang trí men xoáy theo phong cách Celt. Tại đảo Anh, có lẽ nhờ bảo tồn các kỹ năng thủ công của người Celt nên men vẫn tồn tại cho đến thời kỳ của những chiếc bát treo của nghệ thuật Anglo-Saxon sơ khai vào khoảng đầu thế kỷ 5.
Một vấn đề làm tăng thêm độ không chắc chắn về men thời kỳ đầu là các đồ tạo tác (thường được khai quật) dường như đã được làm để được tráng men, nhưng giờ đây đã mất đi bất cứ thứ gì lấp đầy các ô hộc (cloisonné) hoặc phần nền của các mảnh khảm (champlevé). Điều này xảy ra ở một số khu vực khác nhau, từ Ai Cập cổ đại đến Anh thời kỳ Anglo-Saxon. Khi men trở nên phổ biến hơn, như ở châu Âu thời Trung Cổ sau khoảng năm 1000, thì giả định cho rằng men nguyên đã được tráng tại những chỗ đó trở nên an toàn hơn.

### Châu Âu thời Trung Cổ và Phục Hưng

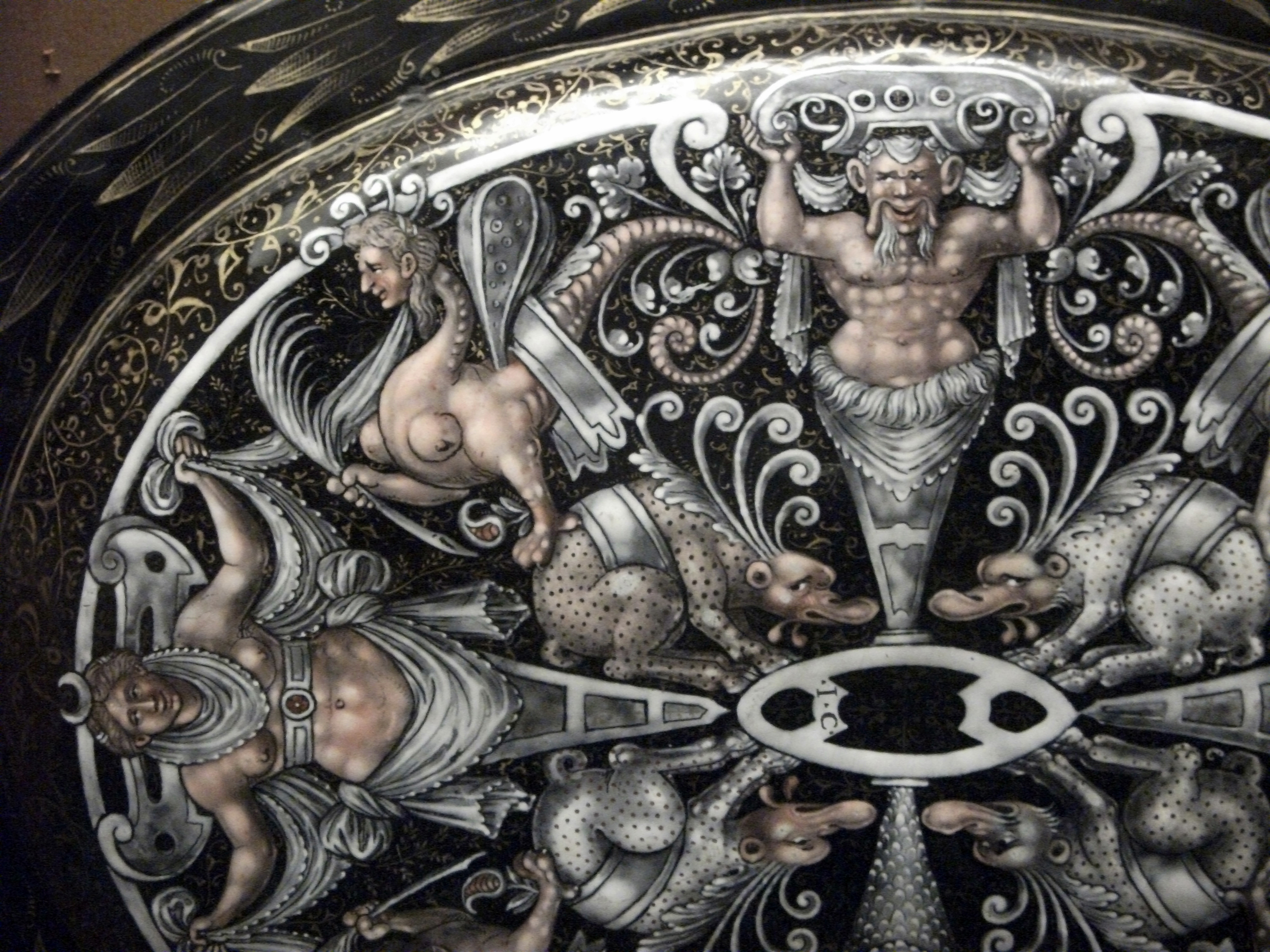
Các chi tiết của một cái đĩa họa pháp lam Limoges, giữa thế kỷ 16, được cho là do Jean de Court làm, trong Di sản Waddesdon.

Trong lịch sử nghệ thuật châu Âu, men có vai trò quan trọng nhất trong thời Trung Cổ, bắt đầu từ những người La Mã cuối cùng và sau đó là người Byzantin, những người bắt đầu sử dụng men ô (cloisonné) để làm giả các chỗ khảm đá quý có vách ngăn. Phong cách tráng men Byzantin đã được các dân tộc "man di" ở Bắc Âu trong giai đoạn Di cư áp dụng rộng rãi. Người Byzantin sau đó bắt đầu sử dụng men ô tự do hơn để tạo ra các hình ảnh; điều này cũng được sao chép ở Tây Âu.
Đồ kim loại Meuse thường chèn các tấm tráng men có chất lượng cao nhất vào các hòm đựng thánh tích và các tác phẩm kim hoàn lớn khác. Đồ tráng men Limoges (hay pháp lam Limoges) được sản xuất tại Limoges, Pháp, trung tâm sản xuất men thủy tinh nổi tiếng nhất ở Tây Âu, mặc dù ở Tây Ban Nha người ta cũng làm ra những sản phẩm tốt. Limoges trở nên nổi tiếng với các đồ men tráng men khảm từ thế kỷ 12 trở đi, được sản xuất ở quy mô lớn, và sau đó (sau thời kỳ suy giảm sản lượng) từ thế kỷ 15 vẫn giữ được sự dẫn đầu bằng cách chuyển sang men vẽ (họa pháp lam) trên các tấm kim loại phẳng. Kỹ thuật men khảm đã trở thành dễ dàng hơn đáng kể và được thực hành rất rộng rãi trong thời kỳ phỏng La Mã. Trong nghệ thuật Gothic, tác phẩm tinh xảo nhất là ở các kỹ thuật trổ thấp (basse-taille) và chạm nổi cao (ronde-bosse), nhưng các tác phẩm khảm (champlevé) rẻ tiền hơn tiếp tục được sản xuất với số lượng lớn dành cho thị trường rộng lớn hơn.
Men vẽ vẫn là thời trang trong hơn một thế kỷ, và ở Pháp đã phát triển thành phong cách Phục Hưng và Kiểu cách tinh xảo, được nhìn thấy trên các đồ vật như bát đĩa trưng bày lớn, bình đựng có tay cầm, lọ mực và trong các bức chân dung nhỏ. Sau khi không còn là thời trang nữa thì nó vẫn tiếp tục như một phương tiện cho các bức chân dung thu nhỏ, lan tỏa sang Anh và các quốc gia khác. Điều này tiếp tục cho đến đầu thế kỷ 19.
Một trường phái ở Nga cũng đã phát triển, sử dụng kỹ thuật này trên các đồ vật khác, như trong thời kỳ Phục Hưng, và cho các đồ vật tôn giáo tương đối rẻ tiền như thánh giá và các linh ảnh nhỏ.

### Trung Quốc

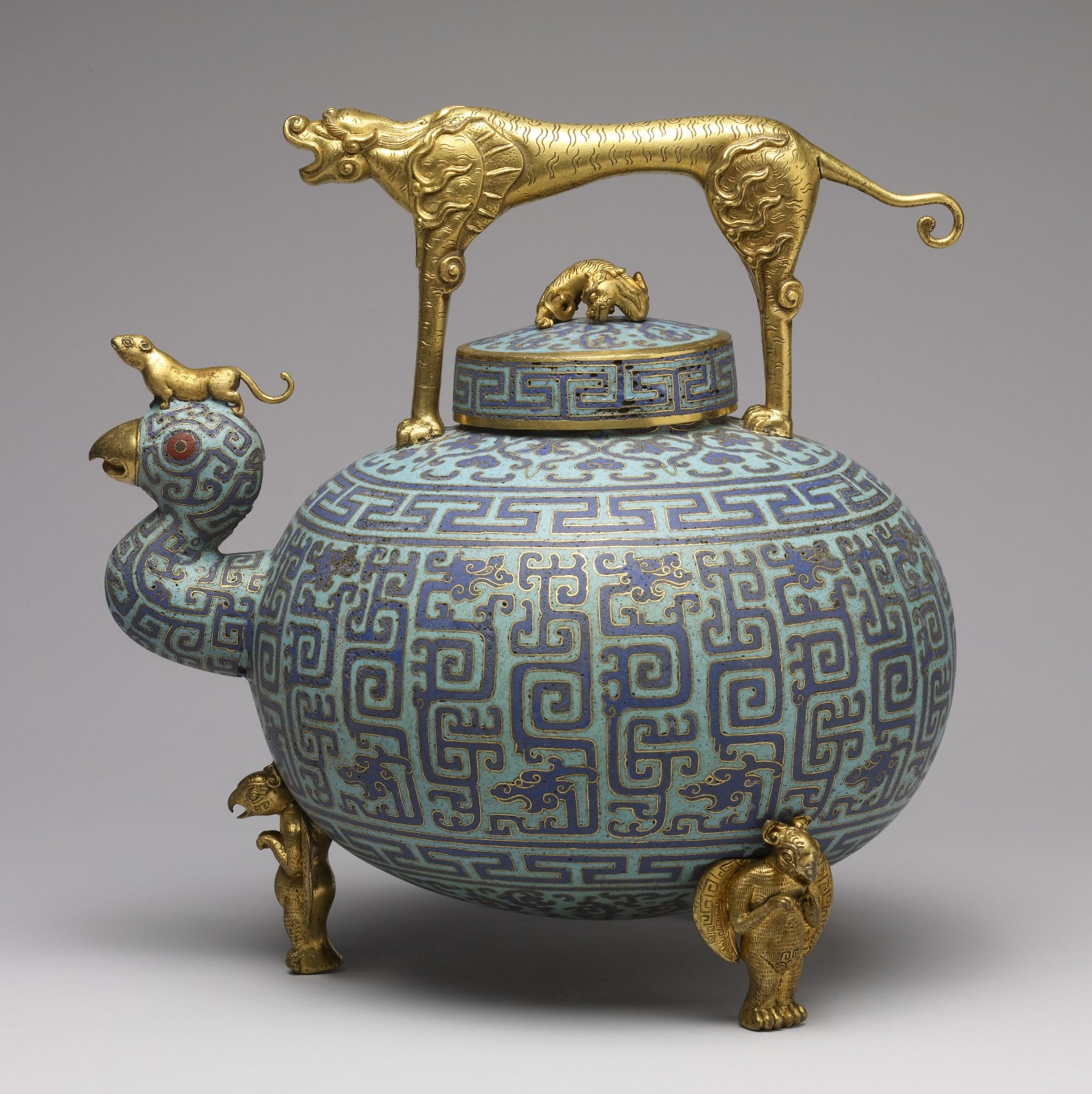
Một cái ấm Trung Hoa đựng rượu bằng đồng thanh được tráng men theo kỹ thuật men ô (người Trung Quốc gọi là kháp ti pháp lang), thế kỷ 18.

Người Trung Quốc hiện nay gọi đồ nghệ thuật bằng kim loại, gốm sứ hay thủy tinh tráng men là phát lang, nhưng trong quá khứ nó có các tên gọi khác nhau như phật lam, phật lang, phật lãng, pháp lam, phát lam, Đại Thực diêu, Quỷ quốc khảm, phật lang khảm v.v.
Sử sách Trung Hoa thời Tùy-Đường gọi Đế quốc Đông La Mã (Byzantin) là Phật Lam (拂菻), và nó có thể là nguồn gốc của các tên gọi pháp lang (珐琅), phật lam (佛菻), phật lang (佛郎), phật lang (拂郎), phật lãng (佛朗), pháp lam (法蓝), phát lam (发蓝). Cựu Đường thư và Tân Đường thư gọi khalifat Abbas là Hắc Y Đại Thực (黑衣大食), và đây có thể là nguồn gốc của Đại Thực diêu (đồ gốm Đại Thực) – một trong các tên gọi đồ tráng men trong tiếng Trung.
Từ Byzantin hoặc từ thế giới Hồi giáo, kỹ thuật men ô đã đến Trung Quốc trong thế kỷ 13-14. Tài liệu tham khảo bằng văn bản đầu tiên còn tồn tại viết về men ô là trong một cuốn sách từ năm 1388, nơi sản phẩm men ô được gọi là "Đại Thực diêu" (大食窑). Người ta không biết là có tồn tại hay không các hiện vật tráng men của Trung Quốc với niên đại thế kỷ 14; các hiện vật có thể xác định niên đại sớm nhất là dưới thời Tuyên Đức (1425–1435), trong đó chúng thể hiện việc sử dụng đầy đủ các phong cách Trung Hoa, cho thấy kinh nghiệm đáng kể trong kỹ thuật tráng men của họ.
Tráng men ô vẫn rất phổ biến ở Trung Quốc cho đến thế kỷ 19 và ngày nay vẫn còn được sản xuất. Các tác phẩm tinh xảo nhất và được đánh giá cao nhất của Trung Quốc là từ đầu thời nhà Minh, đặc biệt là dưới thời Tuyên Đức và Cảnh Thái (1450–1457) và đồ tráng men ô rất nổi tiếng thời Cảnh Thái được gọi là Cảnh Thái lam (景泰蓝), mặc dù các hiện vật thế kỷ 19 hoặc hiện đại phổ biến hơn nhiều.
Thời Thanh, kỹ thuật tráng men của châu Âu du nhập vào Quảng Đông, với trung tâm sản xuất hàng pháp lang theo các kỹ thuật tạm thai pháp lang và họa pháp lang ở Quảng Châu được đánh giá cao nhất. Hàng họa pháp lang Quảng Đông còn được gọi là Quảng pháp lang (广珐琅), được dùng làm cống phẩm cho triều đình. Hàng sản xuất theo kỹ thuật thấu minh pháp lang tại Quảng Châu cũng là hàng có danh tiếng.
Các kỹ thuật tráng men mà người Trung Quốc áp dụng có thể chia ra thành 4 thể loại như sau:
- Kháp ti pháp lang (掐丝珐琅): Là tên gọi tiếng Trung của kỹ thuật men ô. Dùng các sợi chỉ kim loại (như đồng và các hợp kim đồng) kết thành họa tiết trang trí. Nó có tác dụng giống như vách ngăn giữa các ô, quét men vào các ô, đem nung rồi đánh bóng. Các sợi chỉ kim loại có thể thếp/mạ vàng rồi đánh bóng lại. Nhiều tác giả cho là du nhập vào Trung Quốc khoảng thế kỷ 13-14,  nhưng có một số tác giả cho là từ thế kỷ 8 và thuần thục trong thế kỷ 13-14.
- Tạm thai pháp lang (錾胎珐琅): Là tên gọi tiếng Trung của kỹ thuật men khảm. Dùng kỹ thuật khắc lõm, khảm lõm (chạm lộng) để tạo ra họa tiết trang trí làm cho đường viền các hoa văn nổi lên, rồi quét men vào những chỗ lõm đó, đem nung rồi đánh bóng. Du nhập vào Trung Quốc trong thời Nguyên.
- Họa pháp lang (画珐琅) hay dương từ (洋瓷): Là các tên gọi tiếng Trung của kỹ thuật men vẽ. Vẽ bằng các loại men màu trên nền men một màu (như trong hội họa), đem nung rồi đánh bóng. Du nhập vào Trung Quốc và phát triển rực rỡ nhất trong thời Thanh dưới thời trị vì của 3 hoàng đế Khang Hi, Ung Chính, Càn Long.
- Thấu minh pháp lang (透明珐琅): Men thấu quang (men trong suốt hoặc nửa trong suốt). Sau khi chạm trổ các họa tiết trang trí lên cốt thì tráng lớp men pháp lang nhiều màu dưới lớp men phủ trong suốt, rồi mới đem nung. Loại pháp lang này lợi dụng tính chất của lớp men thấu quang hoặc nửa thấu quang để biểu lộ sự biến đổi màu sắc của hoa văn do độ sáng tối, đậm nhạt mà có.

### Việt Nam
Kỹ thuật tráng men họa pháp lang của người Trung Quốc từ Quảng Đông du nhập vào Việt Nam vào khoảng thời Minh Mạng và được gọi là pháp lam, với chữ lam (藍) bằng Hán tự được gia thêm bộ ngọc (玉) ở bên trái. Được sản xuất chủ yếu trên đồ đồng phục vụ cho cung đình Huế. Kỹ thuật sản xuất men và đồ pháp lam hiện nay đang được nghiên cứu phục hồi, chủ yếu để phục vụ mục đích trùng tu các hiện vật thời Nguyễn.

### Nhật Bản

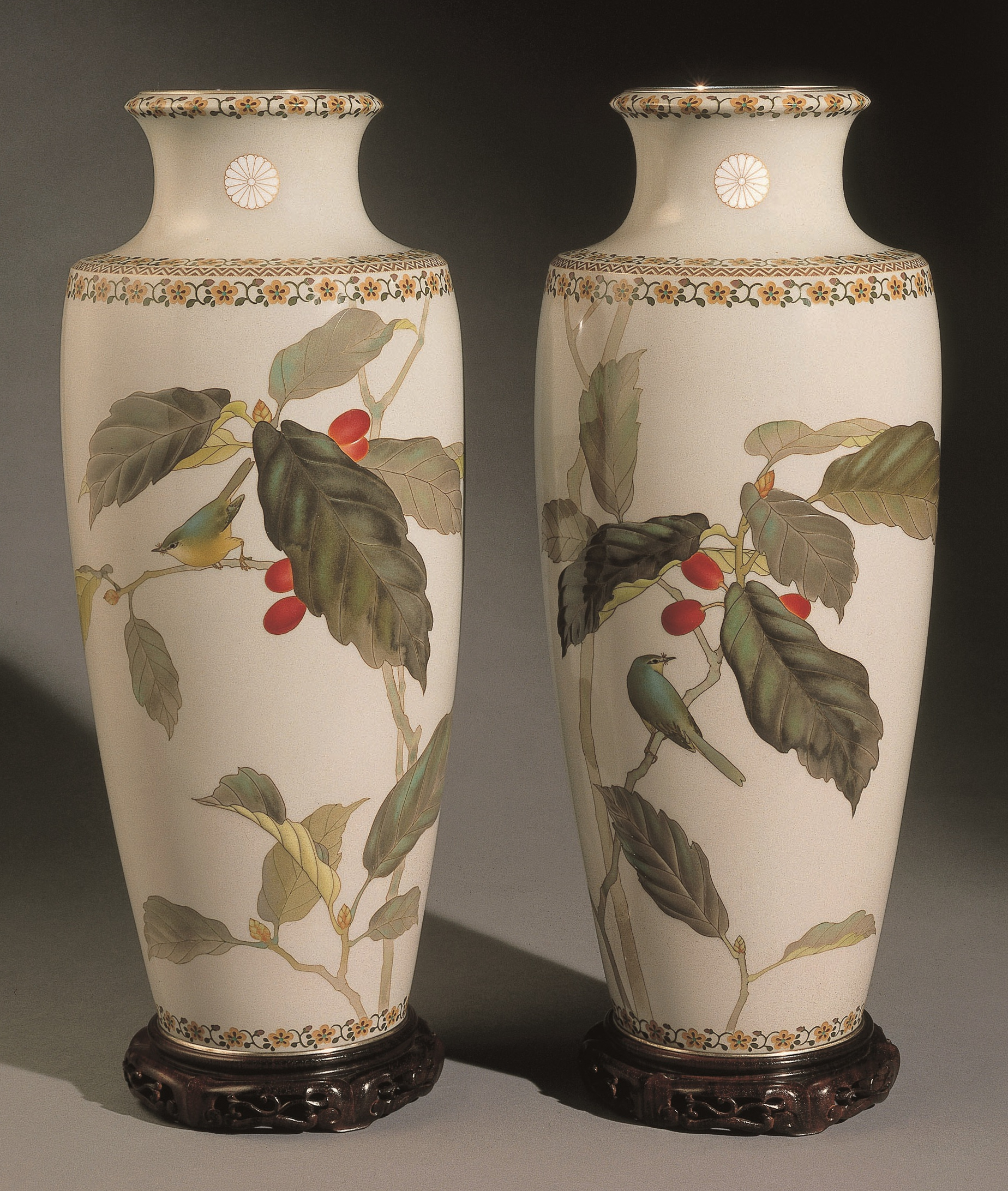
Một cặp bình hoàng gia, do Ando Jubei vẽ men khoảng năm 1910 hoặc muộn hơn, với cúc hoa ngự văn mạ vàng (kikumon), gờ miệng, vai và chân trang trí hoa dây, thân là con chim chích trên cây mai đang ra quả, sử dụng kỹ thuật moriage (盛上, chất đống) để hơi làm nổi cao họa tiết; Bộ sưu tập nghệ thuật Nhật Bản của Khalili.

Các nghệ nhân Nhật Bản đã không tạo ra các đồ vật ba chiều tráng men cho đến thập niên 1830, nhưng khi họ nắm được kỹ thuật dựa trên phân tích các đồ vật Trung Quốc  thì sản xuất đã phát triển rất nhanh chóng, đạt đến đỉnh cao vào thời Minh Trị và Đại Chính (cuối thế kỷ 19, đầu thế kỷ 20). Men đã được sử dụng để trang trí cho đồ kim loại từ khoảng năm 1600, và hàng men ô của Nhật Bản đã được xuất khẩu sang châu Âu trước khi bắt đầu thời Minh Trị năm 1868. Đồ tráng men ô được biết đến ở Nhật Bản dưới tên gọi shippō (七宝, thất bảo), nghĩa đen là "bảy báu vật". Điều này là để nói tới các chất nhiều màu sắc được đề cập trong các kinh văn Phật giáo. Thuật ngữ này ban đầu được sử dụng để chỉ các đồ vật nhiều màu sắc được nhập khẩu từ Trung Quốc. Theo truyền thuyết, vào thập niên 1830, Kaji Tsunekichi đã phá vỡ một vật tráng men [thủy tinh] của Trung Quốc để kiểm tra nó, sau đó đã đào tạo ra nhiều nghệ nhân để khởi đầu công nghiệp đồ tráng men của chính Nhật Bản.
Đồ tráng men của Nhật Bản thời kỳ đầu có màu vẩn đục và mờ, với các hình dạng tương đối vụng về. Điều này thay đổi nhanh chóng từ năm 1870 trở đi. Công ty Đồ men ô Nagoya (Nagoya shippo kaisha) tồn tại từ 1871 đến 1884, để bán các sản phẩm của nhiều xưởng nhỏ và giúp họ hoàn thiện công việc. Năm 1874, chính quyền thành lập công ty Kiriu kosho kaisha để tài trợ cho việc sáng tạo một loạt các tác phẩm trang trí nghệ thuật tại các triển lãm quốc tế. Đây là một phần của chương trình quảng bá Nhật Bản như là một quốc gia công nghiệp, hiện đại.
Gottfried Wagener (1831-1892) là một nhà khoa học người Đức được chính quyền Nhật Bản mời để tư vấn cho ngành công nghiệp Nhật Bản và để cải tiến quy trình sản xuất. Cùng với Namikawa Yasuyuki (1845-1927), ông đã phát triển một loại men màu đen trong suốt được sử dụng làm màu nền. Các lớp men trong mờ với nhiều màu sắc khác được tiếp nối trong thời kỳ này. Cùng với Tsukamoto Kaisuke (1828-1887), Wagener đã chuyển đổi quy trình nung được các xưởng Nhật Bản sử dụng, nâng cao chất lượng thành phẩm và mở rộng sự đa dạng của màu sắc. Kawade Shibatarō (1856-1921) đã giới thiệu nhiều kỹ thuật khác nhau, bao gồm nagare-gusuri (men nhỏ giọt) tạo ra lớp men màu cầu vồng và kỹ thuật uchidashi (rập nổi, repoussé), trong đó nền kim loại được rập bằng búa ra phía ngoài để tạo hiệu ứng phù điêu. Cùng với Hattori Tadasaburō (?-1939), ông đã phát triển kỹ thuật moriage ("chất đống") xếp các lớp men lên nhau để tạo ra hiệu ứng ba chiều. Namikawa Sōsuke (1847-1910) đã phát triển  phong cách tranh ảnh mô phỏng các bức họa. Ông được biết đến với shosen (dây thu nhỏ) và musen (無線, men ô không dây): các kỹ thuật này được phát triển cùng với Wagener, trong đó các dây kim loại của các ô được thu nhỏ hoặc tẩy bay hoàn toàn bằng axit.  Điều này trái ngược với phong cách Trung Quốc sử dụng các ô với dây kim loại dày. Ando Jubei (1876-1956) đã giới thiệu kỹ thuật shōtai-jippō (省胎七宝, tỉnh thai thất bảo, plique-à-jour) loại bỏ lớp kim loại nền bằng axit nitric để lại lớp men trong mờ, tạo ra hiệu ứng giống như kính màu. Công ty Đồ men ô Ando (安藤七宝店) do ông đồng sáng lập là một trong số ít những nhà sản xuất từ thời kỳ này vẫn còn hoạt động đến nay. Các họa tiết trang trí thiết kế đặc thù Nhật Bản, trong đó hoa, chim và côn trùng được sử dụng làm chủ đề, trở nên phổ biến. Các thiết kế cũng ngày càng sử dụng nhiều khu vực với không gian trống. Với sự tinh tế hơn mà những kỹ thuật này cho phép, đồ tráng men của Nhật Bản được coi là vô song trên thế giới, và giành được nhiều giải thưởng tại các cuộc triển lãm trong nước và quốc tế.

### Ấn Độ và các quốc gia Hồi giáo

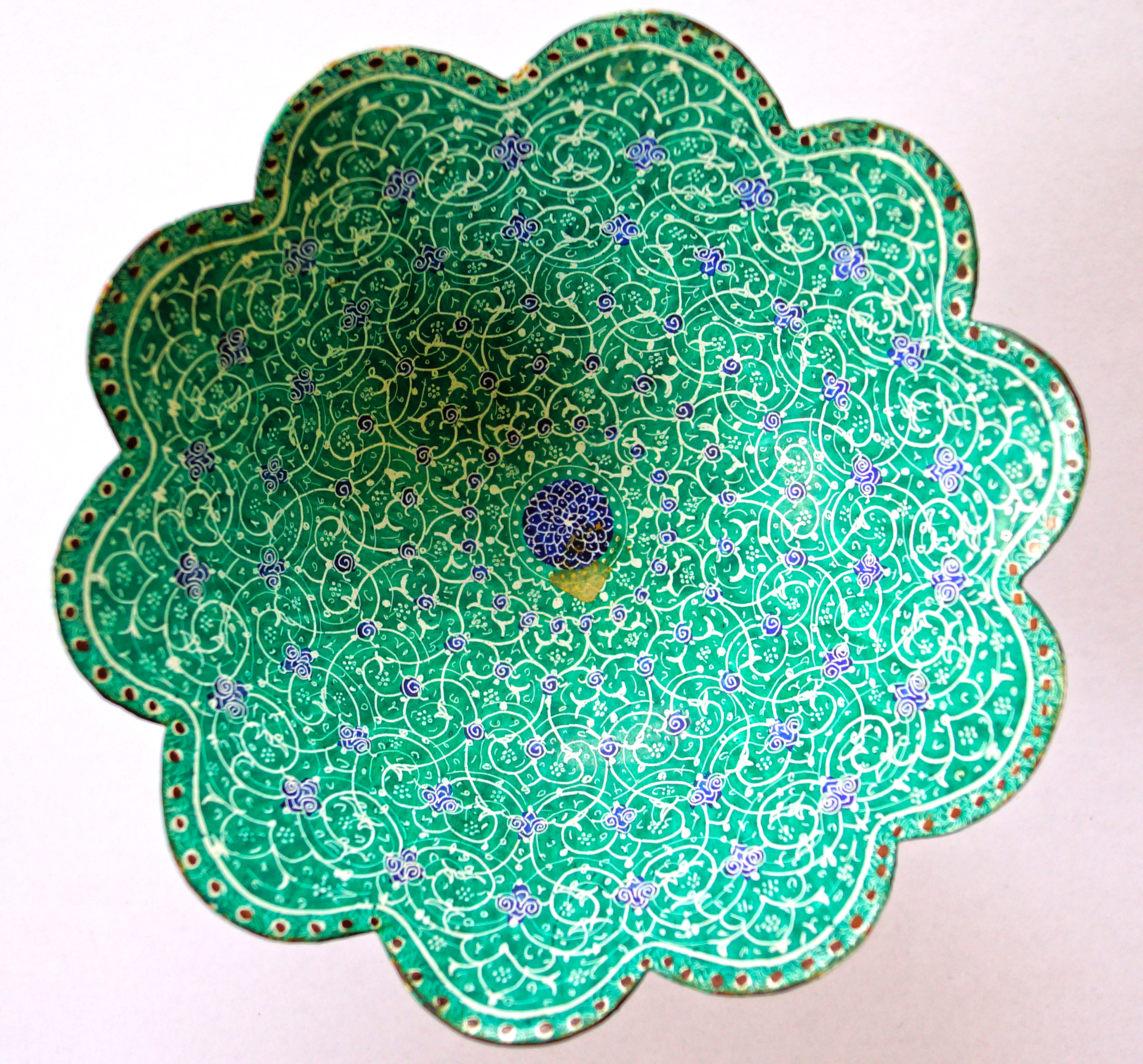
Nghệ thuật Mīnākārī ở Iran.

Men được đưa vào trang trí các đồ vật bằng vàng và bạc ở Đế quốc Mogul vào khoảng năm 1500-1600, và trở thành một nét đặc trưng của đồ trang sức Mogul. Triều đình Mogul được biết là sử dụng các meenakar (hay mīnākār, tức là thợ tráng men). Những người thợ thủ công này đã đạt đến đỉnh cao trong thời kỳ trị vì của Shah Jahan vào giữa thế kỷ 17. Các loại men trong suốt rất phổ biến trong thời kỳ này. Cả men ô và men khảm đều được sản xuất ở Mogul, với men khảm được sử dụng cho những đồ vật tinh xảo nhất. Sản xuất công nghiệp hiện đại bắt đầu ở Calcutta, Tây Bengal vào năm 1921 với sự ra đời của Công ty TNHH Sản phẩm Tráng men Bengal (Bengal Enamel Works Ltd), nhưng công ty này đã dừng hoạt động vào năm 2004.
Men được sử dụng ở Iran để tạo màu và trang trí bề mặt kim loại bằng cách pha trộn lên nó những màu sắc rực rỡ được trang trí theo một thiết kế họa tiết phức tạp và được gọi là mīnākārī (hay meenakari, tiếng Ba Tư: میناکاری). Du khách kiêm thương nhân đồ trang sức người Pháp Jean Chardin (1643-1713) đã đi du lịch Iran trong thời kỳ Safavid và nói tới một tác phẩm tráng men ở Isfahan, bao gồm mô hình các loài chim và thú trên nền hoa với các màu xanh lam sáng, xanh lục, vàng và đỏ. Theo truyền thống, vàng được sử dụng cho đồ trang sức mīnākārī vì nó giữ lớp men tốt hơn, lâu hơn và vẻ đẹp lộng lẫy của nó làm nổi bật màu sắc của đồ tráng men. Bạc được đưa vào sau này và sử dụng cho các đồ tạo tác như hộp, bát, thìa và các đồ nghệ thuật trong khi đồng được sử dụng cho các sản phẩm thủ công mỹ nghệ chỉ được đưa vào sử dụng sau khi các đạo luật kiểm soát vàng được thực thi ở Ấn Độ từ năm 1962, 1968 và 1990 buộc các thợ tráng men phải tìm kiếm một vật liệu khác ngoài vàng. Ban đầu, sản phẩm mīnākārī thường không được chú ý vì nghệ thuật này theo truyền thống được sử dụng làm nền cho kundan hay đồ trang sức đính đá nổi tiếng. Điều này cũng cho phép người đeo lật ngược đồ trang sức cũng như hứa hẹn một niềm vui đặc biệt trong bí mật của thiết kế ẩn.

### Hiện đại

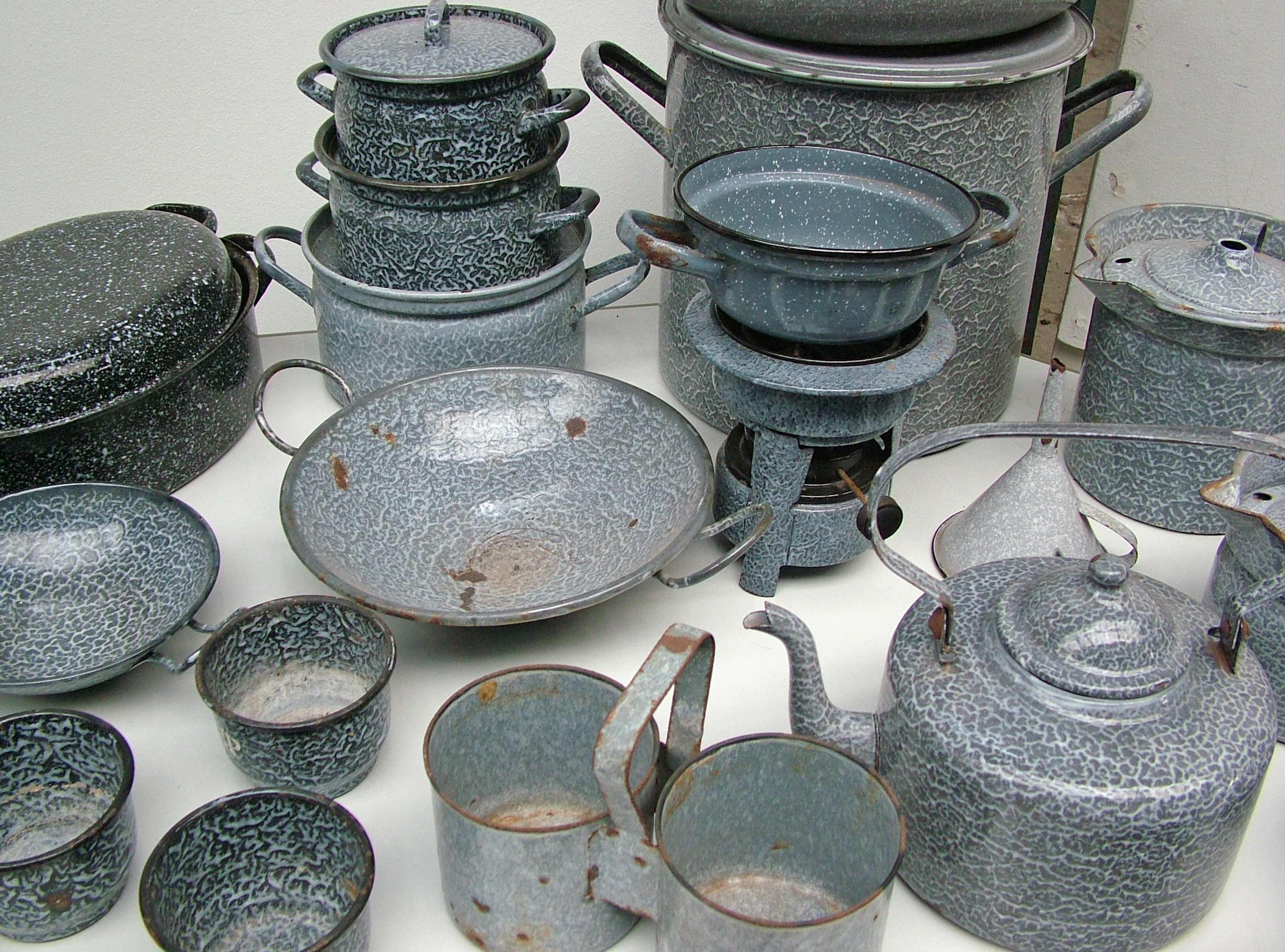
Grijs gewolkt (mây xám), bộ đồ nhà bếp tráng men điển hình từ DRU Cultuurfabriek, Hà Lan, phổ biến trong thập niên 1950.

Gần đây hơn, các màu sắc tươi sáng giống như đồ trang sức đã làm cho men trở thành lựa chọn ưa thích của các nhà thiết kế đồ trang sức, bao gồm cả những người làm đồ trang sức theo trường phái Tân Nghệ thuật, các nhà thiết kế đồ tiểu mỹ nghệ như những quả trứng của Peter Carl Fabergé (1846-1920) và các hộp đồng tráng men của các thợ tráng men Battersea, và cho các họa sĩ như George Stubbs (1724-1806) và các họa sĩ vẽ chân dung thu nhỏ khác.
Một sự hồi sinh trong nghệ thuật dựa trên men đã diễn ra vào gần cuối thế kỷ 20 ở Liên Xô với sự tiên phong từ các họa sĩ kiêm thợ tráng men như Aleksei Aleksandrovich Maksimov (1952-) và Leonid Efros (1949-). Tại Úc, họa sĩ theo trường phái trừu tượng Bernard Hesling (1905-1987) đã đưa phong cách này trở thành nổi bật với những tấm thép có kích thước khác nhau của ông.
Men lần đầu tiên được áp dụng ở quy mô thương mại cho sắt thép tấm ở Áo và Đức vào khoảng năm 1850.:5 Công nghiệp hóa tăng lên do độ tinh khiết của nguyên liệu đầu vào tăng lên và chi phí sản xuất giảm xuống. Quy trình ứng dụng ẩm bắt đầu với sự phát hiện ra việc sử dụng đất sét để làm cho frit trở thành lơ lửng trong nước. Các phát triển tiếp theo trong thế kỷ 20 bao gồm các mác thép phù hợp để tráng men, chuẩn bị bề mặt chỉ làm sạch, tự động hóa và những cải tiến đang diễn ra về hiệu suất, hiệu năng và chất lượng.:5 Tiêu chuẩn châu Âu cho các sản phẩm phẳng bằng thép thấp cacbon cán nguội để tráng men thủy tinh (như thép cuộn cán nguội) là DIN EN 10209.

## Các tính chất

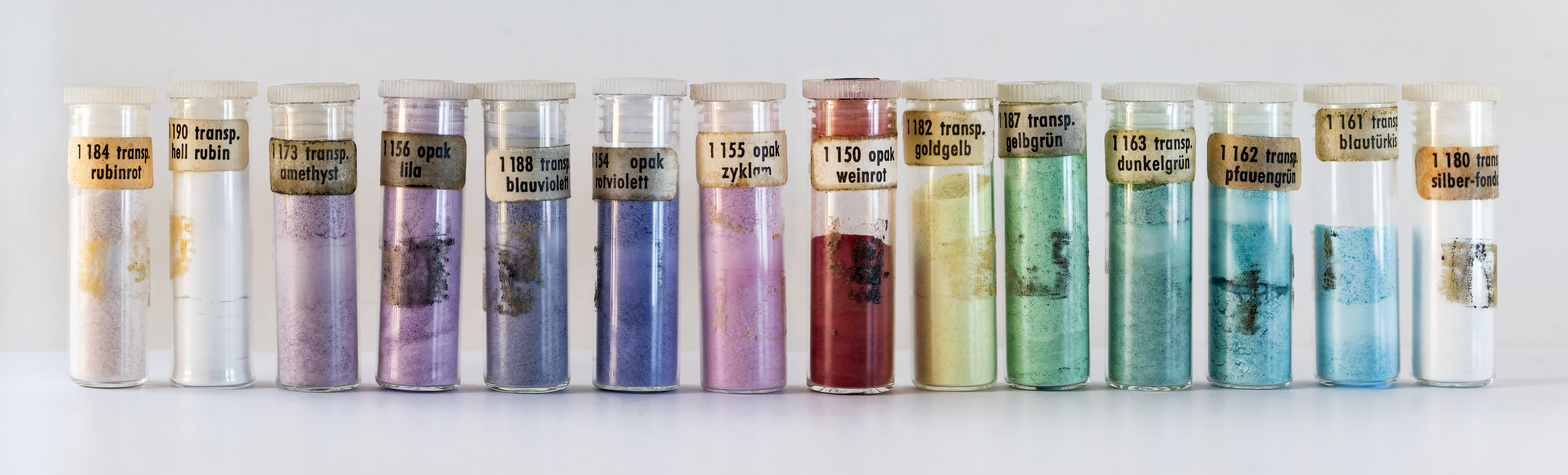
Các lọ thủy tinh nhỏ với bột men thủy tinh nghiền mịn với nhiều màu sắc khác nhau.

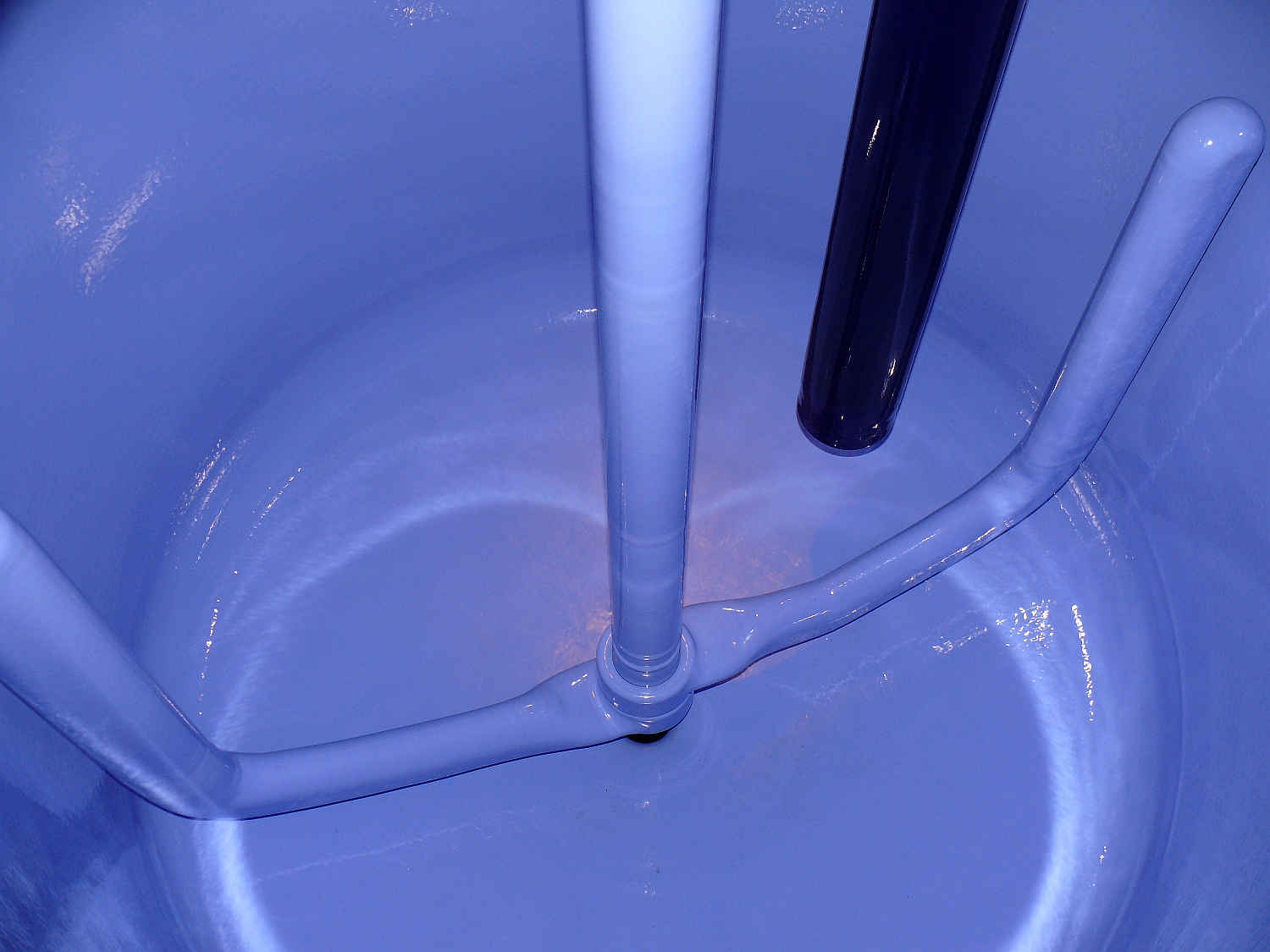
Hình chụp phần bên trong một lò phản ứng hóa học tráng men thủy tinh.

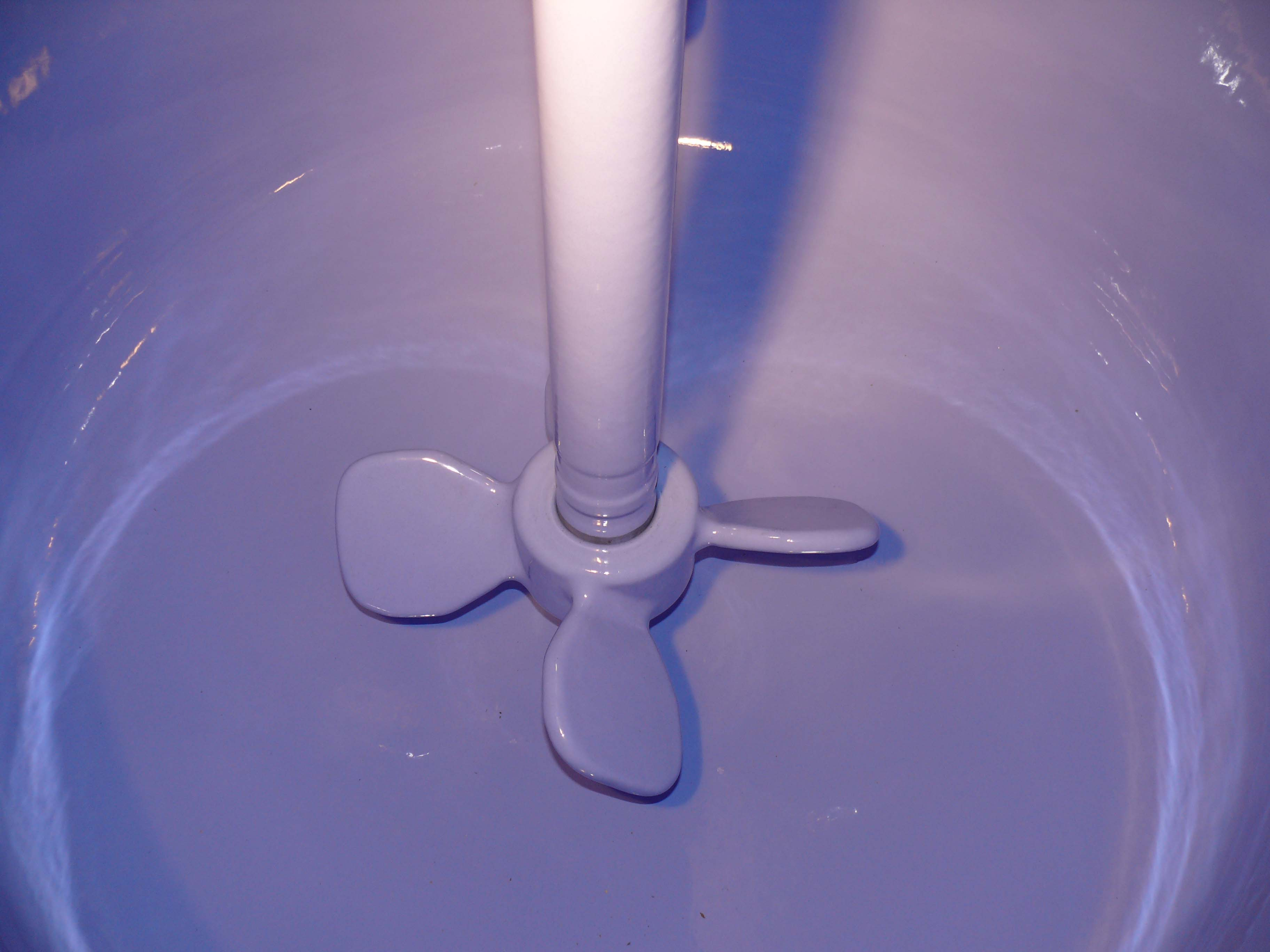
Máy trộn tuabin trong lò phản ứng hóa học tráng men thủy tinh.

Men thủy tinh có thể tráng cho hầu hết các kim loại. Hầu hết men công nghiệp hiện đại được dùng để tráng thép trong đó hàm lượng cacbon được kiểm soát để ngăn chặn các phản ứng không mong muốn ở nhiệt độ nung. Men cũng có thể tráng cho vàng, bạc, đồng, nhôm, thép không gỉ, và gang đúc.
Men thủy tinh có nhiều đặc tính hữu ích: nhẵn, cứng, chống hóa chất, bền, chống trầy xước (độ cứng 5–6 trên thang Mohs), độ bền màu lâu dài, dễ lau chùi và không cháy. Men là thủy tinh chứ không phải sơn nên không bị phai dưới ánh sáng cực tím. Một nhược điểm của men là có xu hướng nứt hoặc vỡ vụn khi vật liệu nền chịu ứng suất hoặc bị uốn cong, nhưng các loại men hiện đại có khả năng chống sứt mẻ và va đập tương đối tốt vì kiểm soát độ dày tốt và hệ số giãn nở nhiệt khá phù hợp với kim loại.
Công ty ô tô Buick được David Dunbar Buick thành lập với tài sản kiếm được từ việc phát triển các quy trình tráng men cải tiến của ông từ khoảng năm 1887 cho thép tấm và gang đúc. Các vật liệu kim loại đen tráng men như vậy đã và vẫn có nhiều ứng dụng: các biển quảng cáo đầu thế kỷ 20 và một số biển quảng cáo hiện đại, các vách bên trong lò nướng, nồi xoong chảo nhà bếp, vỏ và các vách bên trong của các thiết bị nhà bếp chính, vỏ và trống máy giặt và máy sấy quần áo, bồn rửa và bồn tắm bằng gang đúc, các xi lô trong trang trại và các thiết bị chế biến như các lò phản ứng hóa học và thùng xử lý dược phẩm. Các công trình xây dựng như các trạm xăng, trạm xe buýt và các loại nhà Lustron (nhà bằng khung thép tráng men tiền chế) có tường, trần và các bộ phận cấu trúc làm bằng thép tráng men.
Một trong những ứng dụng hiện đại rộng rãi nhất của men là trong sản xuất bảng viết phấn và bảng đánh dấu chất lượng (thường được gọi là 'bảng đen' hoặc 'bảng trắng') trong đó khả năng chống mài mòn và chống hóa chất của men đảm bảo rằng hiện tượng 'bóng ma' hay các dấu hiệu không thể xóa là không thể xảy ra, không giống như với các loại bảng polymer. Vì thép tráng men tiêu chuẩn có sức hút từ tính, nên nó cũng có thể được sử dụng để làm bảng từ (nam châm). Một số phát triển mới trong những năm gần đây bao gồm che phủ lai ghép men/chống dính, lớp phủ trên cùng có chức năng sol-gel cho men, men với bề ngoài như kim loại và men dễ làm sạch.
Thành phần chủ yếu của men thủy tinh là thủy tinh nghiền mịn gọi là frit. Frit cho thép tráng men thường là thủy tinh borosilicat kiềm có độ giãn nở nhiệt và nhiệt độ thủy tinh thích hợp để tráng thép. Nguyên liệu được nấu chảy cùng nhau trong khoảng từ 1.150–1.450 °C (2.100–2.640 °F) thành thủy tinh lỏng được tháo ra khỏi lò và chịu sốc nhiệt hoặc là bằng nước hoặc là bằng cán qua máy cán thép để trở thành frit.
Màu của men có được bằng cách bổ sung các khoáng chất khác nhau, thường là các oxit của các kim loại như coban, praseodymi, sắt, hoặc neodymi. Loại oxit của neodymi tạo ra các sắc thái tinh tế khác nhau, từ màu tím tinh khiết đến màu đỏ rượu vang và màu xám nóng. Men có thể trong suốt, đục hoặc trắng đục (trong mờ). Các màu men khác nhau có thể được pha trộn để tạo ra một màu mới, giống như cách người ta làm với sơn.
Có nhiều loại frit khác nhau và chúng có thể được quét theo trình tự. Lớp che phủ nền (lớp lót) được quét đầu tiên; nó thường chứa các oxit kim loại chuyển tiếp đã nung chảy như coban, niken, đồng, mangan và sắt để tạo thuận lợi cho sự kết dính với kim loại. Tiếp theo, các loại frit trong suốt và nửa đục chứa vật liệu tạo màu được quét vào.

## Các kỹ thuật tráng men trong nghệ thuật

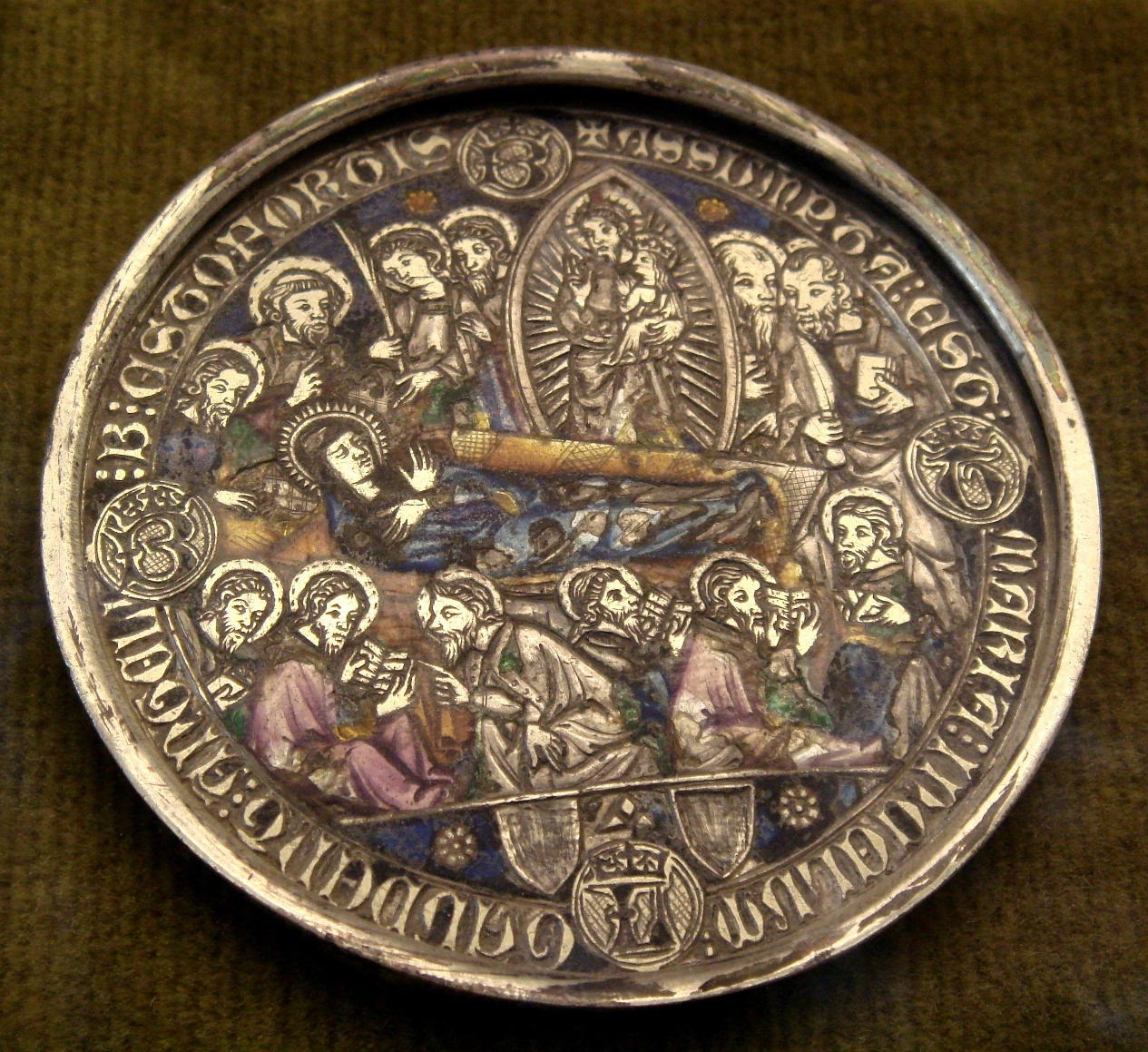
Huy chương Đức Mẹ an giấc, tráng men trổ thấp, với một phần bị bong tróc.

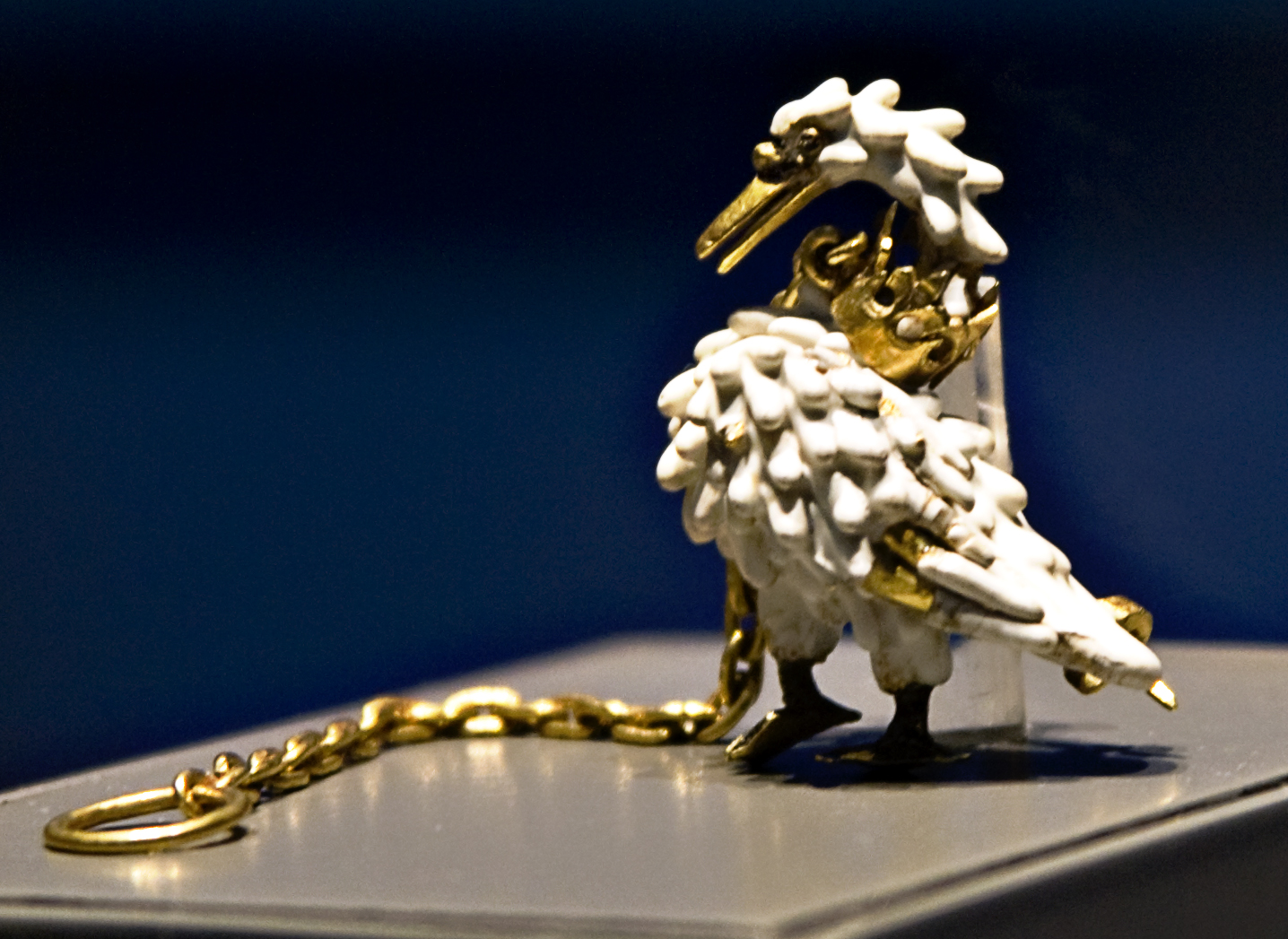
Đồ trang sức Thiên nga Dunstable, một phù hiệu chế phục bằng men chạm nổi cao, khoảng năm 1400. Bảo tàng Anh.

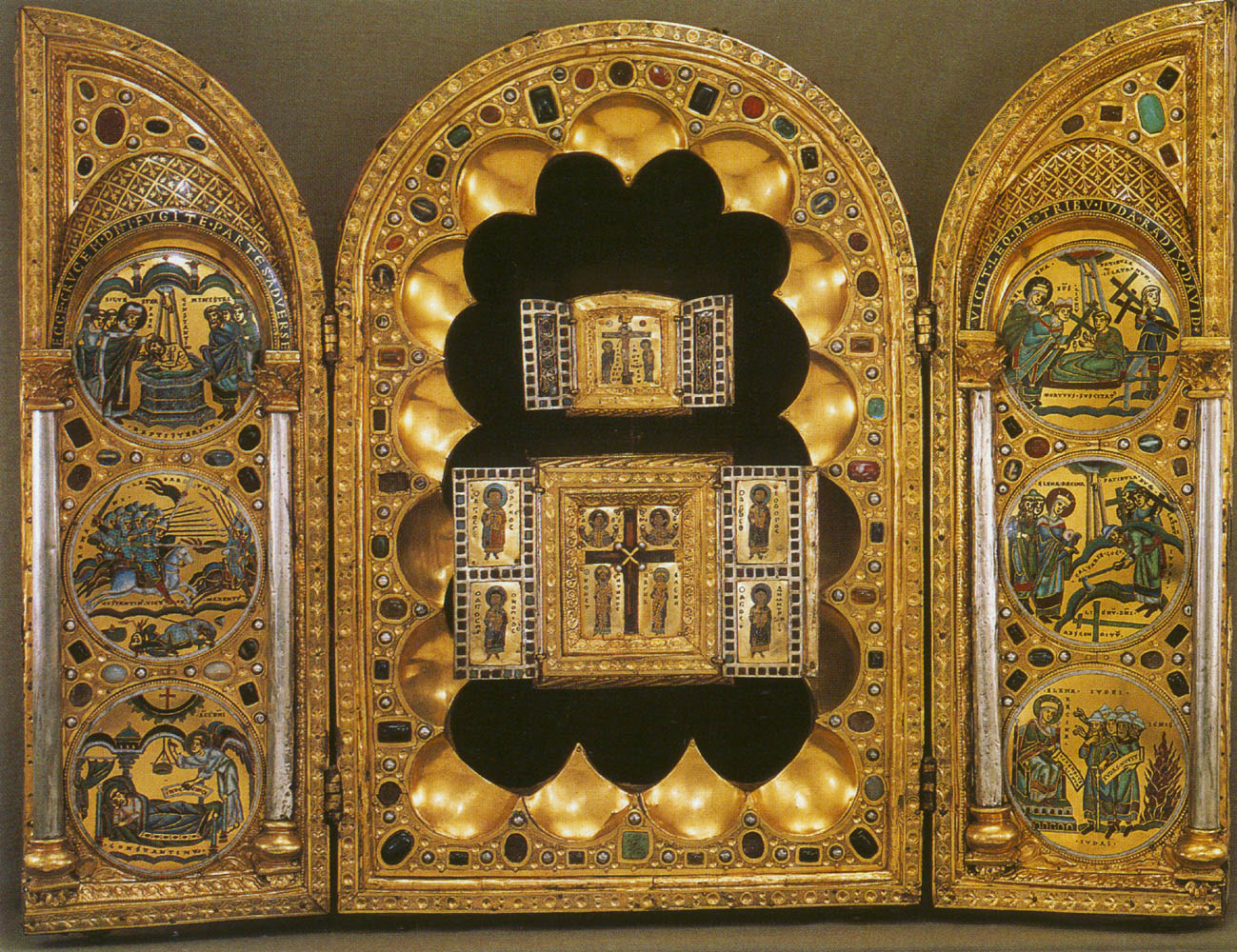
Stavelot Triptych, Mosan, Bỉ, khoảng 1156–1158. 48 × 66 cm với các cánh cửa mở, Thư viện & Bảo tàng Morgan, New York.

- Ba kỹ thuật chính trong lịch sử để tráng men kim loại là:
  - Men ô hay kháp ti pháp lang: Tiếng Pháp là cloisonné để chỉ "ô", "hộc" hay "ngăn"; theo đó các sợi kim loại mỏng được gắn vào để làm các rào chắn nổi cao, sau đó bên trong các ô này người ta quét các loại men khác nhau tùy theo màu. Được thực hành phổ biến ở châu Âu, Trung Đông và Đông Á.[35]
  - Men khảm hay tạm thai pháp lang: Tiếng Pháp là champlevé để chỉ "nền nổi cao"; trong đó bề mặt được chạm khắc để tạo ra các hốc lõm xuống để quét men sau đó đem nung, với phần kim loại nguyên thủy ở những chỗ không bị chạm khắc vẫn giữ nguyên; Stavelot Triptych trong nghệ thuật phỏng La Mã là một ví dụ.[36]
  - Men vẽ hay họa pháp lang: Họa tiết bằng men được vẽ vào bề mặt kim loại nhẵn bóng.  Men Limoges là loại đã biết tốt nhất trong số các loại men vẽ, sử dụng kỹ thuật này từ thế kỷ 16 trở đi.[37] Hầu hết các trang trí truyền thống trên thủy tinh, và một số trên đồ gốm sứ, sử dụng tráng men thủy tinh về mặt kỹ thuật, nhưng thường được mô tả bằng các thuật ngữ như "vẽ bằng men", "vẽ men" hay "trang trí trên men", dành các thuật ngữ "men vẽ" và "[tráng] men" dùng cho đồ vật tổng thể của các tác phẩm với phần nền làm từ kim loại.[38]
- Các biến thể và các kỹ thuật ít phổ biến hơn bao gồm:
  - Trổ thấp: Tiếng Pháp là basse-taille để chỉ "cắt/đục thấp". Bề mặt của kim loại được trang trí với thiết kế phù điêu thấp có thể nhìn thấy được qua các lớp men trong mờ và trong suốt. Cúp vàng Hoàng gia (Cúp Thánh Agnese) thế kỷ 14 là một ví dụ nổi bật.[39]
  - Men thấu quang: Tiếng Pháp là plique-à-jour để chỉ "thông sáng"; trong đó men được quét vào các ô, tương tự như trong kỹ thuật men ô, nhưng không có phần nền đỡ, vì thế ánh sáng có thể chiếu qua lớp men trong suốt hay trong mờ. Nó có bề ngoài giống như các miếng kính màu; Cúp Mérode làm tại Pháp khoảng năm 1400 là một ví dụ về hiện vật thời Trung Cổ còn sót lại.[40]
  - Chạm nổi cao: Tiếng Pháp là ronde bosse để chỉ "đứng tách rời" hay "men nạm". Một kiểu vật thể 3D trong tráng men thủy tinh, theo đó một dạng điêu khắc hay khung dây được tráng men một phần hay hoàn toàn, như trong hòm đựng Vòng gai Thánh thế kỷ 14-15.[41]
  - Vẽ đơn sắc, một dạng của men vẽ, thuật ngữ tiếng Pháp là grisaille để chỉ "trong màu xám", trong đó phần nền sẫm màu, thường là xanh lam hay đen được quét vào, sau đó men nhạt hơn (hay trong mờ) được quét phủ lên trên, xây dựng dần các họa tiết theo một gradient đơn sắc, nhạt màu hơn khi độ dày của lớp sáng màu tăng lên.
  - Men trong lưới (tiếng Pháp en résille, đầy đủ là émail en résille sur verre, tiếng Pháp để chỉ 'men trong lưới trên thủy tinh'): Một thể loại men ô, trong đó kim loại được tráng men nằm lơ lửng trong thủy tinh. Kỹ thuật này được phổ biến trong một thời gian ngắn ở Pháp thế kỷ 17 và được Margret Craver (1907-2010) phát hiện lại vào năm 1953. Craver đã mất 13 năm để tái tạo kỹ thuật này.[42]
- Các loại khác:
  - Thủy tinh tráng men, trong đó bề mặt thủy tinh được tráng men và nung để hợp nhất hai loại thủy tinh (nền và men).
  - Tô khuôn: Là một kỹ thuật mà theo đó một khuôn tô được đặt trên tác phẩm và men dạng bột được rây lên trên. Khuôn tô được loại bỏ trước khi nung, lớp men vẫn ở trong khuôn mẫu và hơi nổi lên.
  - Men cào xước: Tiếng Ý sgraffito; theo đó một lớp men chưa nung được gắn vào bề mặt của lớp men đã nung trước đó và có màu tương phản, sau đó loại bỏ một số phần nhất định bằng các dụng cụ cào xước để tạo ra họa tiết trang trí rồi đem nung lại. Thuật ngữ này cũng được sử dụng trong trang trí tường và đồ gốm. Dạng động tính từ quá khứ của sgraffito là sgraffiato cũng được sử dụng, đặc biệt khi nói về trang trí đồ gốm.
  - In lụa hay in lưới: Một kỹ thuật mà theo đó lưới lụa với số lỗ 60–70 mỗi inch (cỡ mắt lưới 200-250 μm) được sử dụng.
  - Tráng men mặt sau: Xét nghiêm ngặt thì không phải là một kỹ thuật mà là một công đoạn cần thiết trong nhiều kỹ thuật, đó là tráng men vào mặt sau của sản phẩm hay kẹp kim loại vào giữa các lớp men, tạo ra ít lực căng hơn trên thủy tinh để nó không bị nứt.
  - Safed chalwan (men trắng bảo vệ), một kỹ thuật sử dụng tại Ấn Độ mà theo đó đồ trang sức được nạm men màu trắng trong mờ ở mặt nền.[43]
  - Xem thêm Các kỹ thuật shipōyaki của Nhật Bản

## Ứng dụng tráng men công nghiệp

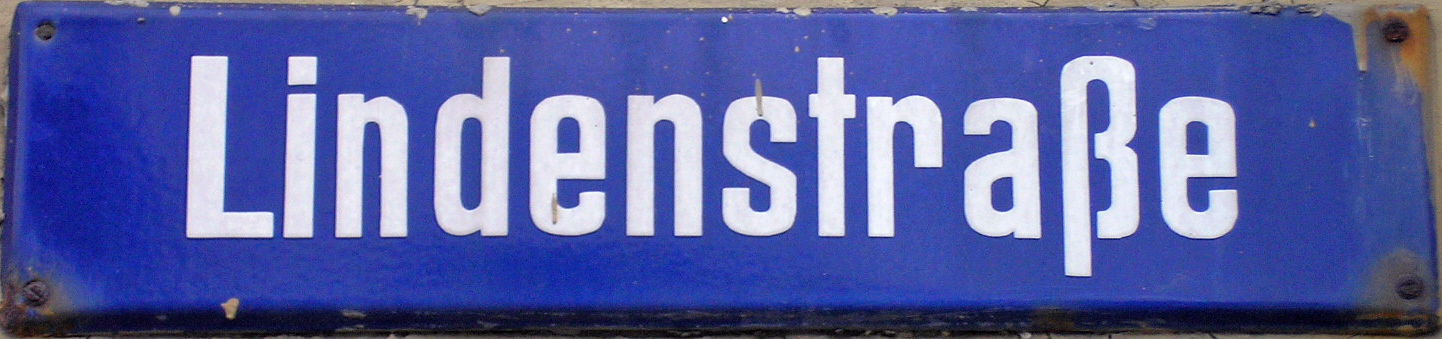
Một tấm biển chỉ đường cũ, đồ tráng men của Đức.

Trên thép tấm, một lớp che phủ nền được gắn vào để tạo độ bám dính. Sự chuẩn bị bề mặt duy nhất cần thiết cho các lớp che phủ nền hiện đại chỉ là tẩy dầu mỡ cho thép bằng dung dịch có tính kiềm nhẹ. Các lớp "che phủ" thứ hai bằng men màu trắng và màu khác được phủ lên trên lớp che phủ nền đã nung. Đối với các loại men tĩnh điện, bột men màu có thể được phủ (gọi là "lớp phủ") trực tiếp lên phía trên "lớp nền" che phủ mỏng và chưa nung, được nung đồng thời với lớp phủ theo quy trình gọi là "hai lớp một lần nung" rất hiệu quả.
Frit trong lớp che phủ nền chứa oxit coban và/hoặc niken nung chảy trước đó cũng như các oxit kim loại chuyển tiếp khác để xúc tác cho các phản ứng liên kết men với thép. Trong quá trình nung men ở nhiệt độ 760–895 °C (1.400–1.643 °F), vảy oxit sắt đầu tiên hình thành trên thép. Men nóng chảy hòa tan oxit sắt và kết tủa coban cùng niken. Sắt đóng vai trò là anod trong phản ứng điện hóa, trong đó sắt lại bị oxi hóa tiếp, hòa tan trong thủy tinh và tiếp tục bị oxi hóa với coban và niken sẵn có hạn chế phản ứng này. Cuối cùng, bề mặt thép trở nên thô ráp với các lỗ nhỏ li ti và thủy tinh chui vào các lỗ này.

## Che phủ xây dựng
Lớp che phủ bằng men thủy tinh được áp dụng cho các tấm thép giúp bảo vệ vật liệu lõi cho dù đó là ốp che phủ đường hầm, nhà ga ngầm, các cấu trúc thượng tầng của tòa nhà hoặc các ứng dụng khác. Nó cũng có thể dùng làm tấm che bờ tường. Các phẩm chất của vật liệu cấu trúc này bao gồm:
- Bền.
- Chịu được các mức nhiệt độ tột độ và không bắt lửa.
- Chống chịu tia cực tím, khí hậu và ăn mòn trong thời gian dài.
- Chống bám bẩn và chống vẽ bậy.
- Chống chịu mài mòn và hóa chất.
- Dễ dàng vệ sinh và bảo trì.

## Thư viện ảnh

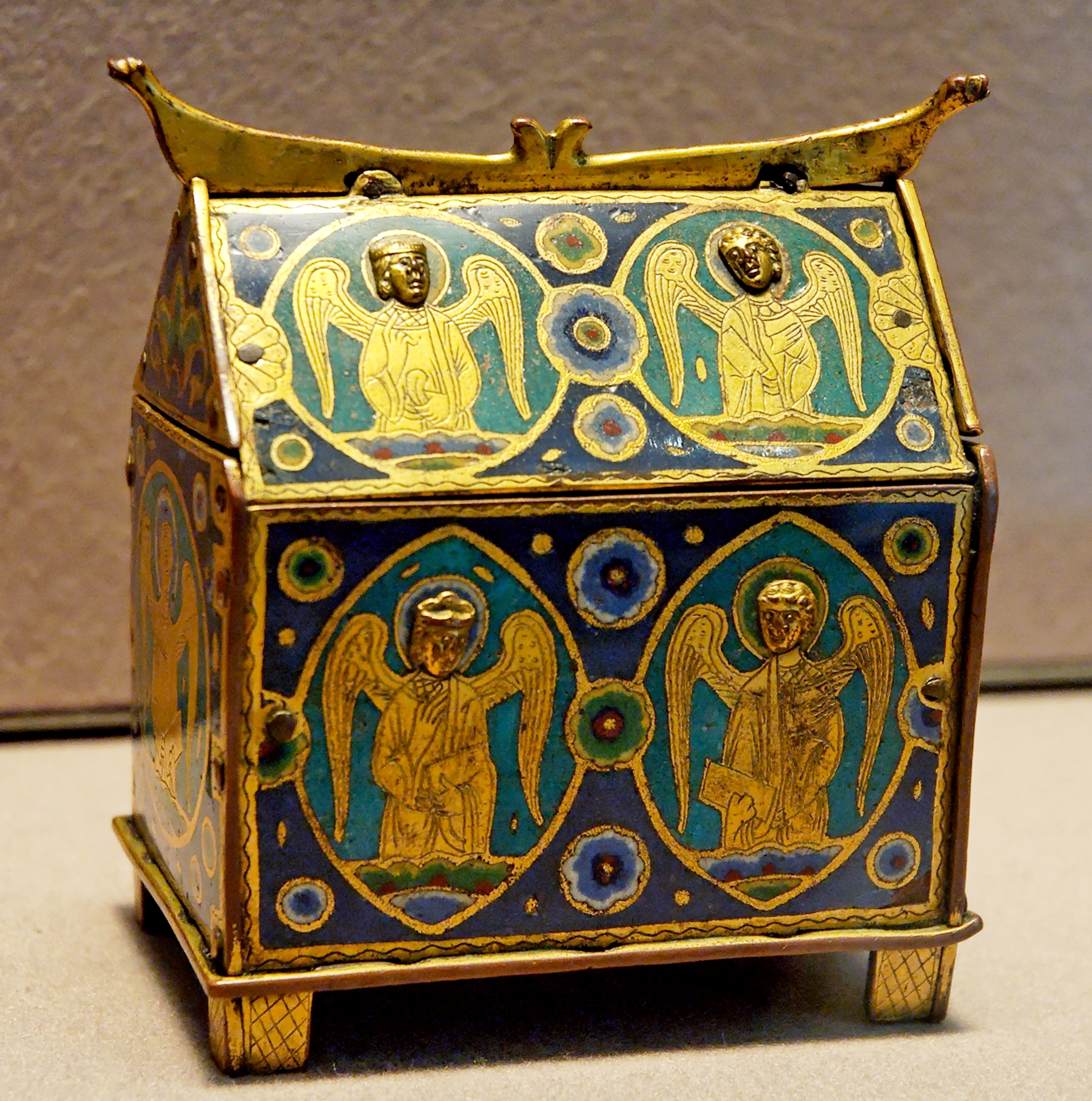
Hộp mái dốc Limoges đầu thế kỷ 13 dùng để đựng dầu thánh; hầu hết đều là các hộp đựng thánh tích.
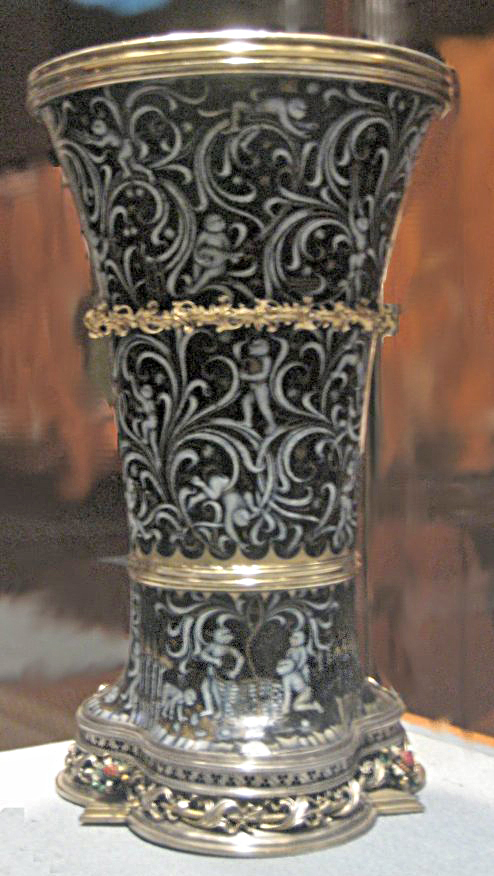
Cốc vại bằng bạc, bạc thếp vàng và tráng men, Hà Lan Bourgogne, khoảng 1425–1450, The Cloisters.
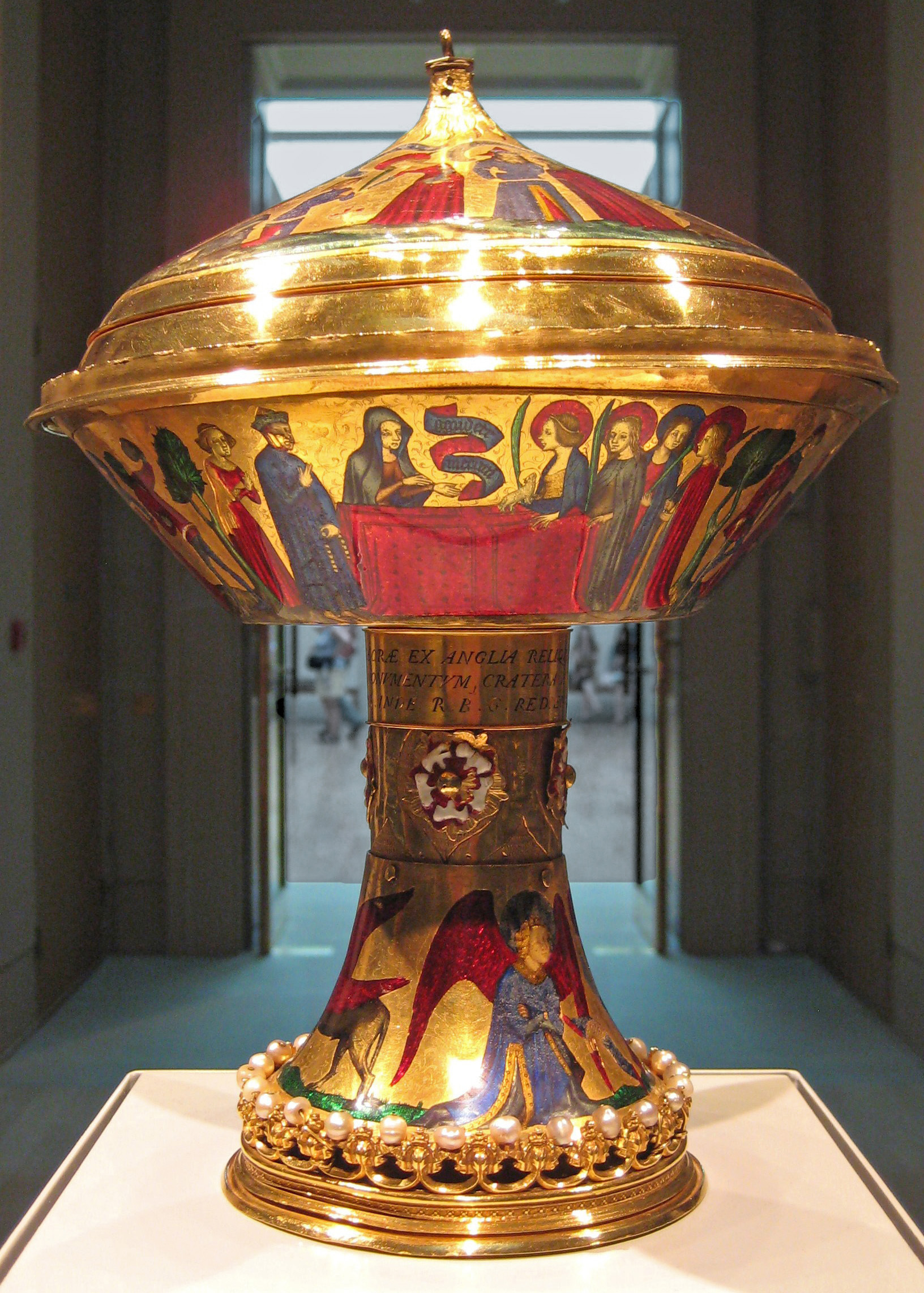
Cúp vàng Hoàng gia tráng men trổ thấp; trọng lượng 1,935 kg, Bảo tàng Anh. Thánh Agnese xuất hiện với bạn bè của cô trong ảo cảnh.
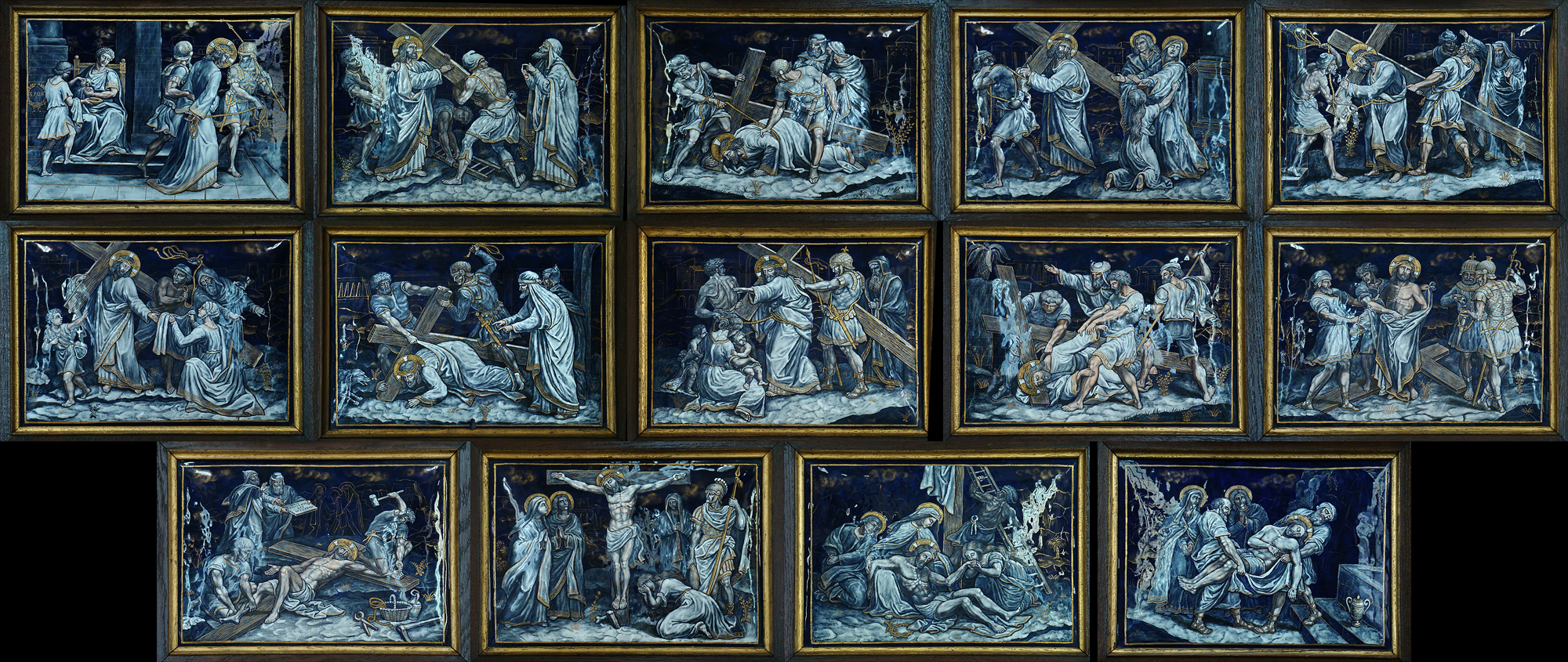
Đàng Thánh Giá, men vẽ đơn sắc Limoges?, Notre-Dame-des-Champs, Avranches, Manche, Pháp.
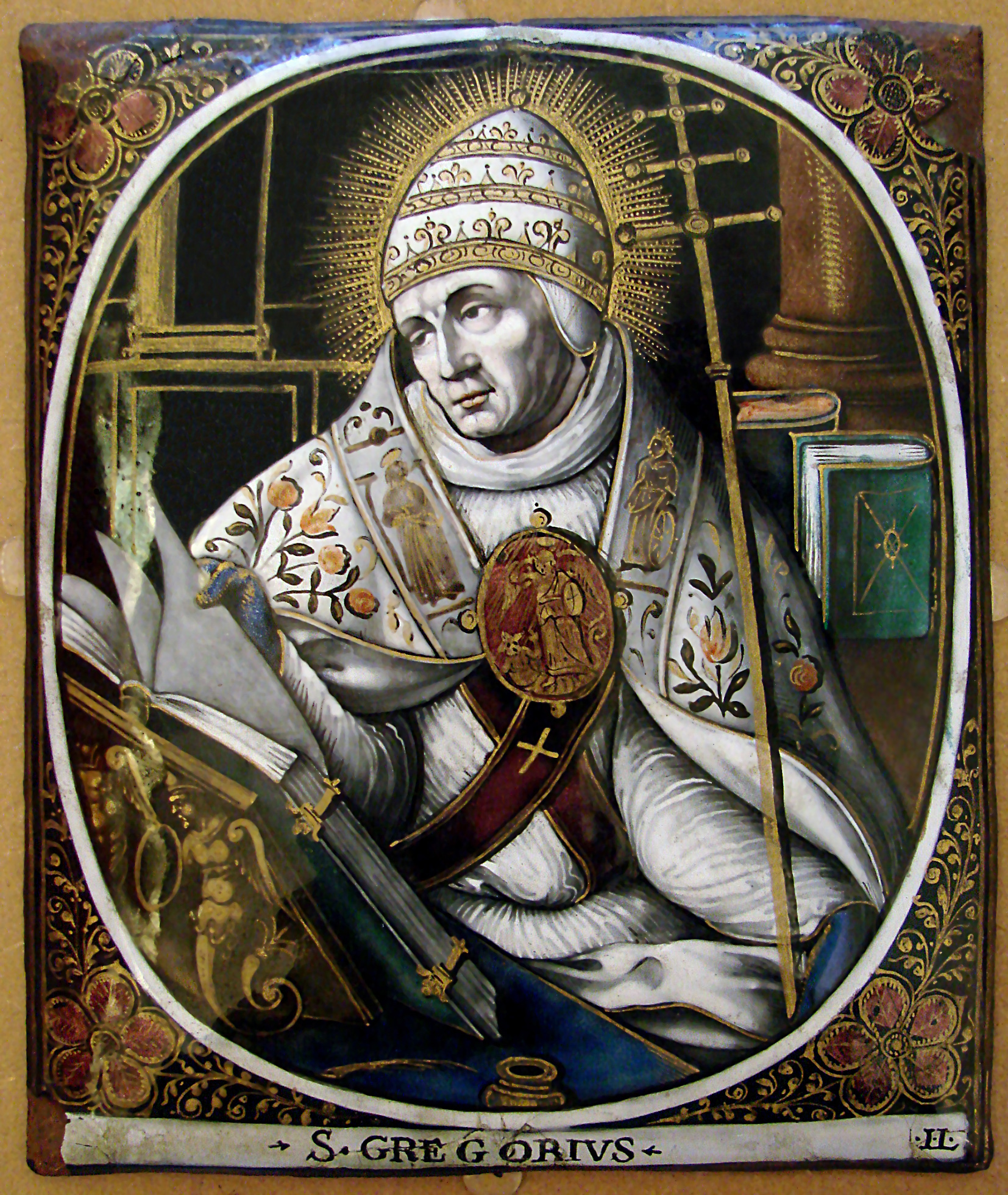
Thánh Grêgôriô Cả trong men vẽ Limoges trên bảng đồng, của Jacques I Laudin (1627-1695).
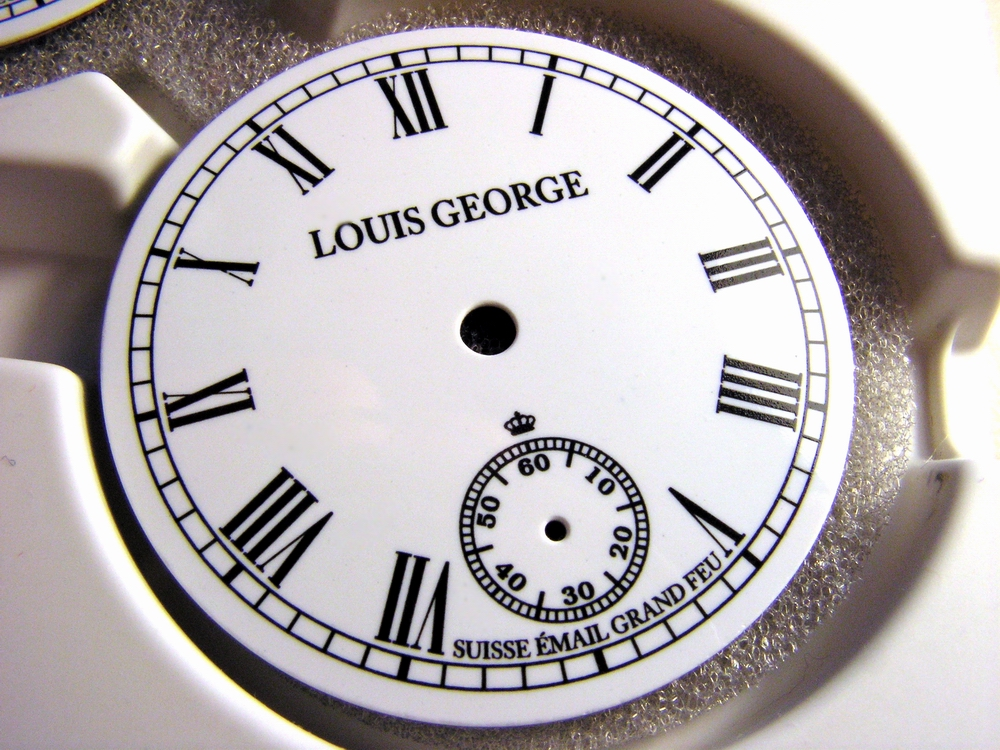
Mặt tráng men của đồng hồ đeo tay Louis George.
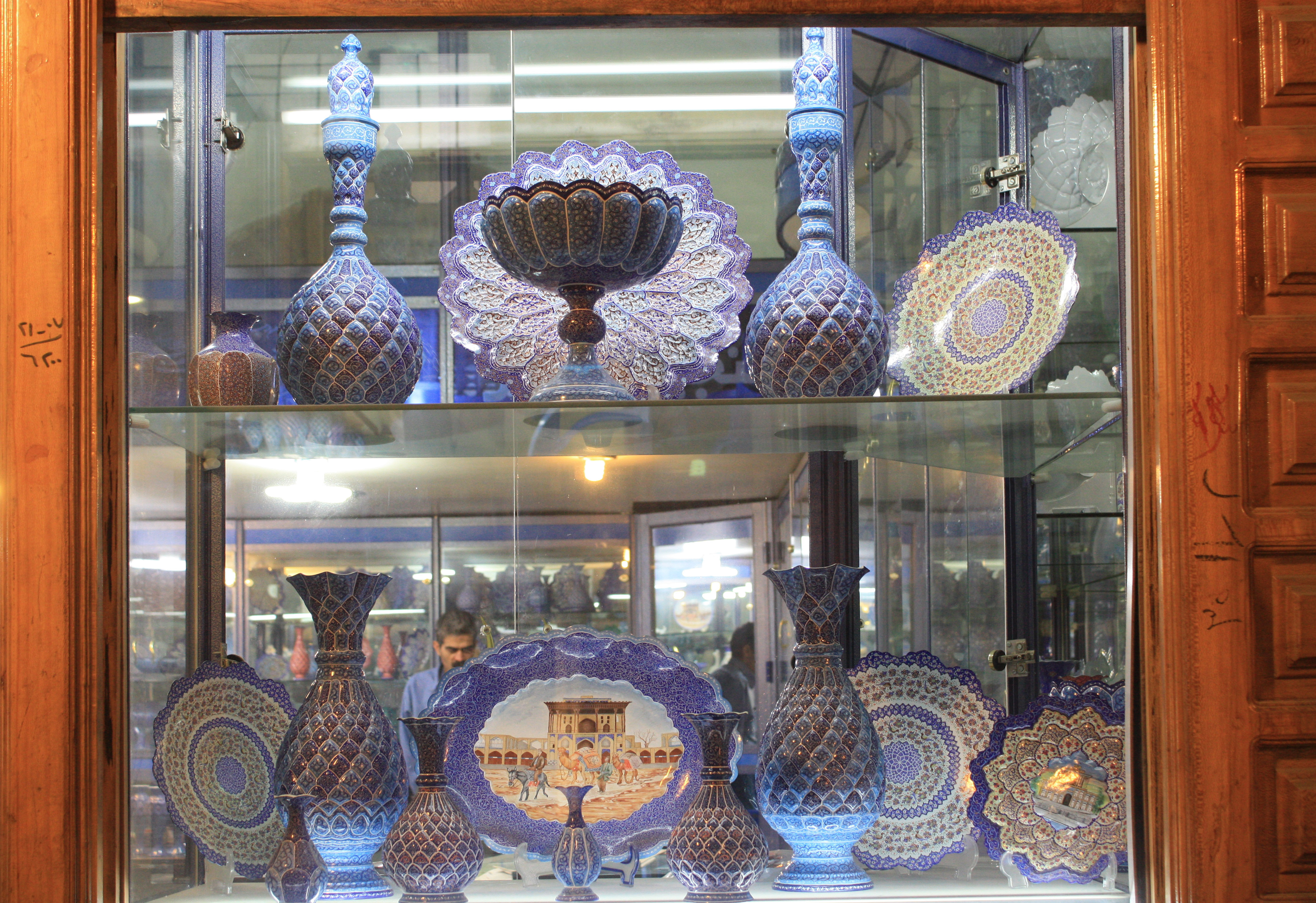
Đồ tráng men của Iran.